# 重戦機エルガイム
『重戦機エルガイム』（じゅうせんきエルガイム、Heavy Metal L-Gaim）は、1984年2月4日から1985年2月23日まで、名古屋テレビを制作局としてテレビ朝日系列で毎週土曜17時30分 - 18時00分 (JST) に全54話が放送された、日本サンライズ制作のロボットアニメ。
テレビシリーズの終了後も、OVAや渡邉由自による小説化（ノベライゼーション）、池原しげとによる漫画化作品（『コミックボンボン』連載）および、白石琴似による再構成漫画『UNDER THE SUNS』（一迅社刊）などといったメディアミックス展開が行われた。

## 概要
前年の同時間帯で放送された『聖戦士ダンバイン』の後番組として制作され、監督は同作品より引き続いて富野由悠季が務めた。また『ダンバイン』や『戦闘メカ ザブングル』に引き続き、本作品でも「主役メカ交代」のスタイルを踏襲しており、番組タイトルでもあるヘビーメタル（HM）・エルガイムが前半の主役メカ、中盤で登場するエルガイムMk-II（マークツー）が後半の主役メカとなる。
本作品では若手スタッフが積極的に登用され、湖川友謙率いるビーボォーに所属していた北爪宏幸や大森英敏など、制作当時の20代アニメーターを中心にスタッフ編成がなされた。中でも、当時23歳だった新人デザイナーの永野護は、日本サンライズ制作のロボットアニメとしては初となる、キャラクターデザインとメカニックデザインの両方を担当するという大抜擢を受けた。当初、永野はすでにメカニックデザインで起用され、エルガイムを始めとした数点のメカデザインが上がっていた。このころ、この斬新で独特な永野メカに違和感なく溶け込むデザインが要求されるキャラクターデザイナーの選出に頭を悩ませていた富野が、永野に向かって「お前がキャラを描けたらなぁ」とぼやいたところ、永野が「キャラも描けますよ」と即答。それを聞いた富野が、「片方ならともかく両方のデザインを、それも新人がやるのは」と反対する日本サンライズを説得したことで、永野が両デザインを担当することになった。しかし、「番組を若い連中の教育に利用している。それは作品作りではない」などとする一部視聴者からの批判もあった。
物語の前半は、主人公であるダバ・マイロードの成長を軸にコメディタッチで展開されており、優柔不断なダバを2人のヒロインが取り合うというラブコメ的要素の強い演出がなされていた。キャッチフレーズとして「天下を盗るなら妖精と笑え」という本作品世界のことわざを使い、サクセスストーリーであることを謳っていたのがこのころである。物語中盤では、ダバが滅亡したカモン王朝の末裔であることが明かされ、カモン王朝を滅ぼした悪の支配者を打倒するという貴種流離譚的な展開を経て、ダバたちは苦難と激闘のすえに仇敵を倒す。
ラストは、ダバ自身は新たな統治者となる道を選ばないうえ、人格が崩壊した義妹かつ許婚のクワサン・オリビーとともに生まれ故郷の惑星コアムで隠棲するという結末を迎える。一方、池原しげとによるコミカライズ版のそれはテレビシリーズでのラストとは大胆に異なるものとなっており、ダバは新しい世界を作るために活動するリーダーとしてオリビーをはじめ、ギャブレー、アム、レッシィら4人の仲間と力を合わせていく、という完全なハッピーエンドとして描かれた。これは「もう1つの『かくあるべき結末』」としてファンから絶賛され、今日もなお語り継がれているという。
総話数は、当初の予定の全50話から4話延長されている。第49話で敵の本拠地へ突入するという展開は延長前の名残りで、本来は突入せずに決着を付ける予定だった。また、後番組『機動戦士Ζガンダム』の企画は本作品の放映前から始動しており、富野は「『エルガイム』というのは『ガンダム』をやる前の半分は捨て駒だった」と述べている。

## 世界設定
富野は『機動戦士ガンダム』や『聖戦士ダンバイン』などで、新たなロボットものの作品世界を作ることに成功していたが、これまでの経験に慣れていたスタッフにまったく異質で若い才能を加えてみることを思い立ち、その最たるものとして永野護を加えたことによってこれらの作品とは一線を画すものとなるに至った。
永野は各デザインを行うにあたり、その文化的な背景を確立させる必要があったことから、物語には現れないものも含めてさまざまな設定を考案しており、実質的に世界観の全構築を行っている。このためストーリーも永野によるものであると思われがちだが、ストーリーライン自体は富野の依頼により渡邉由自が手がけた原作小説をベースにしている。
敵側のポセイダル軍に対して主人公側は反乱軍という構図や、登場人物が使用する光の剣「セイバー」などに米映画『スター・ウォーズ』との類似性が見られる。このうち後者について、永野は後年『スターウォーズ』を好きな映画として挙げており、その衝撃が大きかったことを語っている。
永野設定のほとんどを受け入れていた富野だったが、人造人間「ファティマ」（オリジナルHMの頭部に搭載されている有機演算コンピューター）という設定には猛反対し、没にしている。富野としては機械的なもの（メカ）と生物的なもの（人間）を融合させるということについて懐疑的であり、本作品はメカ（HM）が主役の物語としてスタートしているにもかかわらず、途中から生物的なものを取り込むということは狂気に等しく、視聴者の混乱を招くという見解であったからだった。他方で、最初から両者が融合している『ファイブスター物語』 （FSS） については認めており、本作品が富野にとって中途半端な作品に終わったことも含めてその時点での自身の力不足を反省し、再び富野・永野がタッグを組んだ『ブレンパワード』では生物的なメカを主役に据え、『∀ガンダム』『OVERMANキングゲイナー』といった生物と機械との境界があいまいな作品群を産み出すに至っている。この「ファティマ」の名残りとして、エルガイムMk-IIおよびオージの頭部にはそれぞれ女性型、男性型ファティマのシルエットが永野が描き起こした設定画に描かれていて、そこには「絶対、キャラクター（ファティマ）を描かないこと!」という永野直筆の但し書きが添えられている。
一方、永野は後にアニメ雑誌『月刊ニュータイプ』1985年6月号誌上の特集「バイストン・ウェル物語」において、『重戦機エルガイム』という物語は『ダンバイン』に登場する妖精フェラリオたちの長、ジャコバ・アオンが所有する水晶球内で展開されるおとぎ話であると発言している。作中ではファンサービスとして、ダンバインのフィギュアがヤーマンの廃墟に建つ家の中に置かれている描写がある。しかし、（バイストン・ウェルの世界に登場する）妖精が存在することが理解できないとの発言もしている。このほかにも、フェラリオたちの住む水の国「ウォ・ランドン」の上層には、選ばれた者だけが入ることを許される「オージ」なる領域が存在し、この「オージ」のさらに上層にはバイストン・ウェルの宇宙といえるべきものが存在しており、その宇宙にペンタゴナ・ワールドや宇宙世紀の世界が存在するととイラスト付きで明言されている。また『爆笑戦士! SDガンダム』では、エルガイムとポセイダルが宇宙世紀の世界に来ている場面が見られた。
永野は本作品の世界観を構築する際、年表や過去の歴史など膨大な裏設定を起こしており、角川書店から発行されたムック『重戦機エルガイム-2』やラポートから発行された書籍『重戦機エルガイム大事典』などに、独自のアイデアで再構成した永野版エルガイム『ファイブスター物語』（旧FSSとする）を発表した。ストーリーは本作品のそれを踏襲しているが、結末が大きく異なっており、旧FSS版でのダバはヒロインのひとりであるファンネリア・アムと結婚してカモン王朝を復興させるものの、民衆はそのカモン王朝に対して反体制運動を起こし、歴史は繰り返されることになる。
本作品終了後の1986年に発売された『月刊ニュータイプ』誌上で、永野は旧FSSをリニューアルした『ファイブスター物語』（FSS）の連載を開始した。同作品は旧FSSをベースにしており、そのため旧FSSのダバとFSSのコーラス6世のキャラクターデザインが同じなどの類似性が各所に見られ、両作品がそれぞれの作品の裏設定と解釈することもできる。アニメのストーリーはFSSの第2部に相当するが、エルガイムファンが期待していたコーラス6世=ダバのエピソードは断片的にしか描かれていない。FSSは度重なる連載休止と設定変更を経て、2015年現在も『ニュータイプ』誌上で連載中である。

### 主要な舞台
舞台となるペンタゴナワールドは、二重太陽サンズを中心に5つの惑星で構成されている星系である。
コアム星
作中序盤の舞台となった惑星。ガストガルの反対側に位置する。首都はキトー（作中未登場）。ナレーター役のキャオいわく「辺鄙な惑星」で、岩砂漠や森などの描写が多い。
作中に登場する都市プリャーモはコアムの中でキトーの次に大きな地方都市であり、アマン商会の本社とアマンダラ・カマンダラの私邸が置かれ、郊外の軍基地には13人衆のうち4人（ギワザ、ネイ、チャイ、レッシィ）が駐在していた。
ミズン星
アマンダラを追ってコアム星を離れたダバたちが向かう惑星。ヤーマン王朝時代の首都はロージナ、現在の首都はカナール。
かつてヤーマン族の王朝が大きな勢力を誇っていたが、ポセイダル軍との戦いに敗れた後民族ごと絶滅させられている。その影響か反ポセイダルの動きが激しく、ダバが最初に身を投じたリトル・セイ反乱軍などが活動している。
ガストガル星
ミズンでの反乱軍活動が敗れたあとでダバたちが向かう、ポセイダルの本拠地がある惑星。首都はスヴェート。
スヴェートを始めとする主要都市は海上人工都市で、陸地は環境破壊により風化して海中に崩落し始めている。全土の約6割が海洋となっている。レッシィの言葉によれば、この星から陸地が消えるのも遠くないとのこと。
トライデトアル星
ガストガルを脱出したダバたちが向かう惑星。土星のようなアステロイドの環をもつ。
技術的な伝統が古く、新型HMの開発も行われていた。この星でもポセイダルへの反感は根強く、各地で反乱軍が結成されている。
ファ星
5つの惑星中、唯一人が定住していない惑星。作中未登場。もともとは惑星カラミティの衛星に過ぎず、カラミティが消滅したために惑星に数えられることになったという設定がある。
サートスター
ファに隣接するアステロイドベルトの空域に位置する人工天体。フル・フラットが所有・統括・運営している。自力で宇宙空間の移動が可能である。居住しているのはすべて女性である。

### ヘビーメタル
ヘビーメタルとは、本作品に登場するロボット兵器の一部呼称である。全長は約18メートル。この名称はテレビシリーズでメカニックデザイナーを務めた永野護が音楽ファンであることから、その音楽ジャンルである「ヘヴィメタル」と、アメリカ陸軍で重戦車の俗称として使用される「ヘビーメタル」もしくは「ヘビーアーマー」を掛けて命名されたといわれている。しかし、監督の富野由悠季は最初この名称を「恥ずかしい」と気に入っておらず、「フロッサーシルエット」という別の呼称が考えられていた。また永野自身も「ヘビーメタルなんて大嫌いだ」とアニメック誌上でコメントしているが、こちらは音楽のヘヴィメタルと取れるような軽口の類である。
作中のヘビーメタルに相当するメカはほとんど永野がデザインしたが、ほかの人物によるデザインも若干存在する。その経緯はかがみの単行本「レディ・キッド&ベビィ・ボウイ」でのインタビューに詳しい。また、OVA『フルメタル・ソルジャー』に登場したオリジナル・ヘビーメタルのパゴータとサロンズも大森英敏がデザインした。
機体固有の名称においても実在の音楽バンドの名称を冠するなど、永野の音楽好きが反映されたものとなっている。
HMのデザインコンセプトは特徴的で、永野独特の世界観に依存するところが大きい。従来のロボットは、デザイン優先のあまり模型立体化すると自由度の高い関節の動きは不可能だったが、永野はデザイン性も損なわないデザインを提案した。また、骨格と表皮（装甲）が一体化したモノコック構造だった従来とは違い、装甲と駆動機構を独立させたムーバル・フレーム（MORVABUL F-LAME）という新しいアイデアを提唱し、これはのちの『Ζガンダム』においても採用された。もっとも、富野が指示した「360度全天リニアシート」については永野もかなり面食らって、最初のエルガイムにおいてはパイロットが向いた面だけモニタリングされるシステムになっており、Mk-IIにおいてようやく実現した。
そのほかにも、本作品ではロボットの格付けという概念がある。「オリジナルヘビーメタル」「A級ヘビーメタル」「B級ヘビーメタル」「マシンナリィ」と分けられており、前者になるほど戦闘力とデザイン性において優れているとされる。文明の後退が起こっているペンタゴナ・ワールドではHMの新規製造が困難になっており、過去の戦争で使用されたオリジナルHMと遜色ない部品を用いて製造されたのがA級HMとされる。A級HMはオリジナルに準じた性能をもつと引き換えに希少性が高く、その操縦者は「ヘッドライナー」と呼ばれる。少ないA級HMの数を補完するために製造されているのが、入手しやすい代用部品を多用したB級HMであり、さらに単純な構造をもつ最下級グレードが「マシンナリィ」である。作中に登場するオリジナルHMはオージとガイラムのみとなっている。
動力源は光エネルギー。装甲面が太陽エネルギーを変換し、さらに消費したエネルギーをソーラージェネレータで再利用するという設定。隠密行動により太陽光線を十分に受けられず行動不能となる描写もあった。浮遊する機構は作中では総称としてフロッサーと呼ばれるが、フロッサーを装備したHMは飛行が可能となっている。またフロッサーによる滑走で走行よりも高速な移動が可能である。A級HMの操縦席は自走可能なフロッサー・シートになっており、ヘッドライナーは着座したまま乗降や脱出が可能になっている（これを発展させたのがエルガイムに搭載されているスパイラル・フローである）。

### ファティマ
永野による設定では、HMのコントロールのために生み出された人造人間で、有機コンピュータとなる「ファティマ」の存在がある。のちの永野自身による漫画『ファイブスター物語』にも登場する。テレビシリーズでもエルガイムMK-IIやオージの頭部のクリスタル状の窓から人間らしきシルエットがシンボライズドコンピュータとして登場している。のちに富野によって、「エルガイムの世界にファティマは存在しない」という公式見解が示された。
設定の準備段階で永野は、MARIAという名前の戦闘ロボットを制御する女性ロボットを提案していたが、富野に却下された。このMARIAは、美しい人間の女性と変わりない顔を持つFSSのファティマと違い、いかにもロボット然とした顔をもつ。これは、技術的には人間と同じ顔をもたせることができたが、この世界の女性からの猛反発があったため、という設定。また、ファティマのような人造人間と違い、あくまで機械の体である。この没設定をもとに永野が「お遊び」として挿入したのが、ファティマの設定である。
1985年4月1日発行のザ・テレビジョン別冊のムック「重戦機エルガイム-2」には、テレビシリーズから時間軸を伸ばしたサイドストーリー、『ファイブスター物語』の星団暦年表とイメージイラストが掲載されていた。その設定によると、この「ファイブスター」はペンタゴナ太陽系の5惑星のことであり、エルガイムに搭載されているファティマはクローソー、エルガイムMK-IIはティータ、ディスティニー・テンプルはラキシスとなっている。テレビシリーズでのエルガイム（Mk-I）のファティマは永野自身が存在を否定しており、永野設定の中でも『重戦機エルガイム』と、ムック掲載の『ファイブスター物語』の扱いは別となっている。ただし、1984年12月5日発行のザ・テレビジョン別冊のムック「重戦機エルガイム-1」のカバーを外した表紙には、装甲が外されたエルガイム（Mk-I）の頭部が永野により描かれており、その額部分には「Clotho」がおり、前述のムック「重戦機エルガイム-2」にはMk-IIが描かれ、額にいるのは「Teeta」となっている。

## あらすじ
二重太陽サンズを中心に5つの惑星を擁するペンタゴナワールド。統一された世界は、類稀なる美貌と不老不死の肉体をもつ絶対的指導者オルドナ・ポセイダルの統治下にあった。しかし、長く続いた治世はやがて腐敗や格差を産み、文明の退化や治安の悪化が深刻になりつつあった。
惑星コアムの片田舎に住む若者ダバ・マイロードは、親友で整備士のミラウー・キャオを伴なって青雲の志を胸に旅立つ。旅の目的は行方不明の義妹クワサン・オリビーを探すためでもあった。ダバは父の形見であるA級ヘビーメタル「エルガイム」を駆って旅の行く手を阻む山賊たちや、2人と同様に立身出世の大望を抱いて故郷を旅立った青年・ギャブレット・ギャブレーと激しい戦いを繰り広げる。
そんななか、ダバは旅の途中で知り合った元山賊の娘ファンネリア・アム、ポセイダル正規軍「13人衆」の一員でありながらダバに惚れ、仲間に加わったガウ・ハ・レッシィ、見世物小屋で働かされていたところをダバに助けられた妖精リリス・ファウを仲間に加える。
ダバは旅の途中で知り合い命を落とした男から、100万ギーンの手形を謎の人物アマンダラ・カマンダラに届けるよう頼まれる。「死の商人」としてポセイダル正規軍と反乱軍の双方に兵器を売り、紛争で巨万の富を得ているアマンダラとの面会は容易ではない。やっと出会ったアマンダラの態度に腹を立てたダバは彼を殴り倒すが、その気概を気に入ったアマンダラはダバたちに手厚い援助を行う。
やがてダバは、ポセイダルの施政に不満を抱いて武器を取った反乱軍と知り合う。圧倒的な戦力差から絶望的な戦いを続ける反乱軍の前で、ダバはみずからの正体がかつてポセイダルによって滅ぼされたヤーマン族のカモン王朝の正統な後継者であるカモン・マイロードであることを告げる。ダバという旗印、そしてヤーマン族壊滅により失われた技術の粋であるエルガイムの量産化により、反乱軍は勢いをつけていく。
一方、ポセイダル正規軍の内部では、13人衆を中心とした激しい権力闘争が巻き起こっていた。13人衆のひとりネイ・モーハンに取り入ったギャブレーもまた破格の出世を遂げていく。ネイは愛人で正規軍内反ポセイダル派のリーダー・ギワザ・ロワウらと共謀してポセイダルに対するクーデターを企てていた。ポセイダル、ギワザ、反乱軍の三つ巴の戦いのなかでダバが探し求めていたクワサンは洗脳されポセイダルの忠実なしもべとなってダバの前に現れる。
ポセイダルを倒すため、そしてポセイダルの手からクワサンを取り戻すためダバは新たな力「エルガイムMk-II」で戦いに挑む。

## 登場人物
特記がない限りはテレビシリーズでの設定・事柄とする。また、これらの人名はいずれも日本式の「苗字が先、名前は後」表記である。
身長・体重や3サイズなどの情報は『エルガイム大全』より。

### ダバ一行と関係者
ダバ・マイロード
声 - 平松広和
本作品の主人公。身長180cm、体重62kg。ヤーマン族カモン王朝の王子（カモン・ワーラーVとカモン・レナーテの間に生まれた息子）（角川書店・1985年発行より）。15年前にヤーマン族がポセイダルにより滅ぼされた際、養父となるダバ・ハッサーに連れられ脱出。以後、ダバ姓を名乗る。自身がカモン王朝の後継者であることはダバ・ハッサーから知らされていた（幼少時から王都陥落の際の記憶をもっている）が、自身には王朝再興の意志はなく、ダバ・ハッサーの今際においても「自分はダバ・マイロードでありカモンなど知らない」と断言する。
比較的おとなしく真面目な性格だが、掴み所がなく思考が読めない。また優柔不断な一方で激情に駆られやすく、初対面のアマンダラを殴打したりもする。キャオほど開放的ではないながらも女性への興味はそれなりにあり、自身に好意を寄せるアムとレッシィのいさかいに振り回されたり、彼女たちのあられもない姿に照れたりする。
行方不明となった義妹で許婚であるクワサン・オリビーの捜索と立身出世を望むキャオに付き合うかたちで故郷を旅立ち、ポセイダル正規軍への入隊を志向するが、成り行きから反乱軍に身を投じることとなる。ポセイダルの治世への疑問から現体制の打倒を志向するようになり、ステラ・コバンの死後に反乱軍を統べるシンボルとしてカモン王朝の継承者であることを明かし、カモン・マイロードを名乗るようになる。ただし、なじみの人物たちからは誰もカモンとは呼ばれない。
終戦後は新世界の建設に関わることなく、精神崩壊したオリビーを介護するために故郷のコアムに帰還・隠棲する。
漫画版ではオリビーの精神崩壊もなく、仲間やオリビー、ギャブレーたちとともに新体制の指導者となるところで終わっている。
乗機は物語前半はエルガイム、物語後半はエルガイムMk-II。
ミラウー・キャオ
声 - 大塚芳忠（ナレーション、タイトルコールも兼任）
18歳、身長182cm。ダバの幼なじみで、すけべかつ脳天気なお調子者。スリムな体型に似合わない怪力かつ大食漢。外界に興味を示さないダバを旅に連れ出す。軟派で軽薄な言動からアム、レッシィら女性陣からはまったく相手にされない。一方で優秀なメカニックの技術をもち、一行のHMや艦船のメンテナンスを引き受けつつ、みずからHM（ディザード）に搭乗することもある。鹵獲したADスタックをメッシュ・メーカーとともに改修してエルガイムMk-IIを作り上げる。
物語終盤で原子炉を止めるためリリスとともに放射能被爆する（第45話）。戦乱終結後はリリスと「ミラリー探し」の旅を始める約束をする。
小説版では暴走しかけた原子炉を止めるために放射線を大量に浴び、終盤に放射線障害で死亡する。
初期設定として、ダバと同性愛カップル扱いされると喜ぶ、というものがあったが、作品には反映されていない（第5話でダバとキスをする場面はある）。
ファンネリア・アム
声 - 本多知恵子
17歳、身長170cm、B80・W58・H83、血液型O型。黒髪の美しい美少女で本作品のヒロインのひとり。舞台女優志望だったが、ミヤマ・リーリン一家にその才能を買われて盗賊家業を営んでいた。ダバ一行を襲った際にダバに惚れ、彼らの旅に同行する。その後に一行に加わったファウやレッシィに対して、ダバをめぐる女の争いを演じる。役に立ちたい一心で行動するもうまくいかず、反乱軍入隊後は苦労しながらもHMの操縦を習得する。乗機はエルガイム、スペース・アローン"ゴロンゴ"など。ダバがエルガイムMk-IIを手に入れて以降はエルガイム専任となる。ダバに対してはしなを作って猫撫で声で迫るが、キャオやレッシィに対しては口汚く罵ったり態度も荒い。けなげで一途であり、終盤ではアムがダバに寄せるその思いがフラットの心を動かすことになる。
小説版ではフル・フラット（＝ポセイダル）に親子関係を暗示されていたが、フラットの死亡により決定的な証拠の提示はなされなかった。
リリス・ファウ
声 - 川村万梨阿
本作品のヒロインのひとり。年齢不詳。身長30cm、体重0.1kg。核爆弾で故郷を失ったこの世界ではほとんど絶滅した有翼人「ミラリー」（妖精）の数少ない生き残り。キャオの故郷では、「天下を取るなら妖精と笑え」という言い伝えがある一方、ギャブレーの故郷ではミラリーは災いのもとであると信じられている。見世物小屋に捕らわれていたところを救い出してくれたダバに好意を抱き、彼らの旅に同行する。当初は争いを嫌うおとなしい性格だったが、後半以降はダバを戦いに駆り立てる言動も多い。
終盤でキャオとともにパラータ・スターの原子炉爆破を防ぐためにパラータ・スターの中心部に突入。爆発の危機を目前にしたとき、滅びたミラリーたちの魂が集まり原子炉の爆破を辛うじて防ぐ。その際にキャオとともに被爆（第45話）して体調を崩すが、最終決戦で復帰する。戦乱終結後はみんなと帰郷するダバたちを見送り、キャオと同族探しの旅に出る約束をする。裁縫が得意で、普段着から宇宙服に至るまで、自身が着用する衣服はすべて自作である。また、料理や潜入工作など、さまざまな活躍をみせる。
池原しげとによるコミカライズ版では暴走しかけた原子炉を止めるために放射線を大量に浴びたあとに死亡する。
名前の「ファウ」や容姿など、前作「聖戦士ダンバイン」に登場した「チャム・ファウ」と酷似しているが、作品が作られる段階でチャム・ファウを気に入っていた富野の一存で最初から登場することになっていた。声優もすでにレッシィ役のオーディションに合格して出演が決まっていたチャム役の川村が2役を演じることになった。川村はレッシィとリリスを演じ分けるため声のキーを変えるなど苦労している。ちなみに本作品が縁となり永野護と川村万梨阿は夫婦となっている。服装はチャムが着用していたレオタード調のものから、北爪宏幸デザインのカジュアルなものに変わっている。登場当初はほとんど台詞がなかった。
ガウ・ハ・レッシィ
声 - 川村万梨阿
本作品のヒロインのひとり。身長170cm、体重50kg。B87cm・W55cm・H90cmと優れたスタイルをもち、アムから嫉妬される一因にもなっている。ポセイダル陣営の名家ガウ家の出身。家柄に加え実力も兼ね備えており、若くして13人衆に取り立てられ将来を嘱望されていたが、ダバに惹かれポセイダル軍を離脱する。向こう見ずで気が強い一方で、精神的にもろい面もある。
当初は乗艦を占拠されてやむを得ずダバたちに従っていたが、みずからの信念でポセイダル軍を離反すると決意すると身の証を立てるためダバたちの前で全裸になり、長かった頭髪を短く切ってダバたちへの恭順を示す。
序盤ではダバをめぐる女の争いを演じつつ、深紅のディザードを駆って一行の戦いを支援する。しかし、馴れ合いのチームではポセイダル軍を打倒することは困難であるとして、アマンダラのもとで後方支援を行うようになる。再登場後は性格も大人びて落ち着きを見せるようになり、髪型もショートボブからボリューム感のあるセミロングに変更され、髪の色も真っ赤から赤褐色に変わる。
兵士が「いい女」と評する場面もある。
乗機はスペース・アローン"ゴロンゴ"→ディザード→ヌーベルディザード。
ダバ・ハッサー
声 - 池田勝
ダバの養父で、元カモン王朝の家臣。王都陥落の際に幼少のダバを連れて脱出後、ポセイダル軍の目を逃れながらダバを育て上げた。逃亡時に持ち出したオリジナルHMガイラムを単身でエルガイムに改良したが、志半ばで病没する。

### 反乱軍
ステラ・コバン
声 - 立沢雅人
ミズン反乱軍のリーダー。ミズンの貴族出身（ヤーマン族ではない。小説版ではコアム王朝遠戚筋、王位継承順位16番目の大公）で、故郷をポセイダルに滅ぼされていた。エルガイムをヤーマン系の技術と看破するなど知識やあるものの、度量が狭いがゆえの失敗が多く、金をばらまく悪癖があった。根拠地のリトル・セイをチャイ・チャー率いる正規軍が襲撃したときに重傷を負い（第15話）、乾坤一擲の反撃を挑むも敗死（第16話）。彼の死によって反乱軍は瓦解寸前となる。
シェラ・リーフ
声 - 山崎哲成
ステラの部下のひとりで、元はコアム貴族の出身。ステラに接触したばかりのダバの案内役を務める。
キャボット・ササ
声 - 佐藤正治
リトル・セイの老メカニックで、ダバがカモン王家の生き残りだと最初に見抜いた人物。ヤーマン族の生き残りでもある。カモン家の存在は災いを呼ぶとしてダバを遠ざけようとするが、チャイ・チャーの画策した離反工作によって暗殺される（第15話）。
ロンペ、マルシェ
声 - 塩屋浩三、佐藤正治
アロン・ジェルバ
声 - 船戸健行（テレビシリーズ） / 菊池正美（OVA版）
ターナのクルーで、アムがハッシャ・モッシャとともに連れてきた昔の仲間。最初はハッシャの子分として行動していたが、ハッシャ離脱後はダバたちの良き仲間となる。おもにオペレーター・砲手などを務める。
セムージュ・シャト
声 - 玄田哲章（テレビシリーズ） / 大林隆介（OVA版）
トライデトアル反乱軍のリーダー。クワサン・オリビーを追ってトライデトアルを訪れたダバを旗頭として迎え入れる。当初はダバたちを名目上のお飾りとして反乱軍の実権を握ろうとしていたが、ダバの活躍を目の当たりにしていくうちに真の指導者と認めるようになり、単独行動を取ることの多いダバに代わって参謀格として反乱軍をまとめてゆく。実はフル・フラットに通ずるスパイでアマンダラともコネクションをもっていたが、すべてを知られて以降はダバに臣従するようになり、スパイ活動も止め、フラットとは直接会話を経て決別を選択する。テレビシリーズでは、最終決戦後に隠棲したダバに代わる新たな統治者となる。
メッシュ・メーカー
声 - 島田敏
惑星トライデトアルのドヴァ基地の技術者。A級HMアモンデュール「スタック」の開発をしていた。ギャブレーからスタックを酷評されたところにキャオにスカウトされ、技術者としての興味からスタックの開発が継続できるとしてダバの一行に加わり、ダバ一行が正規軍から強奪していたADスタックをキャオと共同でエルガイムMk-IIに改良する。メカニック全般の開発と整備を担当する。
有能である一方で、Mk-II組み立てのためにエルガイムの部品を勝手に取り外したり、フル・フラットの使者が乗っていたベアズを無断で調査しようとする。
ムト
声 - 島田敏
アジーン
声 - 飛田展男
資源衛星パラータ・スターの労働者の青年。悪代官ボンサーンスの圧政下で強制労働を強いられていたが、偶然立ち寄ったダバ一行と決起してパラータ・スターを解放する。その後パラータ・スターは反乱軍の拠点のひとつとなり、終盤のガストガル強襲作戦「スターダスト作戦」の基地となる。
タック
声 - 二又一成
クワサン・オリビーとリョクレイが指揮していた正規軍所属の偽装商船イプシオンの乗組員。船内で捕らえられたダバたちの言葉に動かされて一行を救おうとしたが、リョクレイによって殺される。
クロソ
声 - 曽我部和恭
反乱軍の大立者で、「クロソ将軍」と呼ばれるほどの人物。実はダバが出会ったクロソはネイの送り込んだスパイで、本物はすでに死亡していた。しかし、ダバの誠意と反乱軍の人々の熱意に動かされて本物のクロソ将軍として戦うことを選び、ネイからダバをかばって命を落とす。
モーブ
声 - 広森信吾
トライデトアル・マレーニキ市の反乱軍の幹部。クロソの正体を知ったために殺される。
ニコマコス
声 - 山野史人
トライデトアルの反乱軍のひとつのリーダーで、セムージュとは懇意。当初はダバをリーダーと認めていなかったが、やがてセムージュ同様ダバに従うようになる。
ルコ・マイト
声 - 立木文彦
レッシィが指揮官となったホエールの艦長。作中後半のレッシィがダバと一定の距離を置いていたため、ダバとの交信を代行することが多い。
カロモン
第1話のみ登場するリーリン一家のメンバー。医学を専攻しており、ダバに片腕を斬り落とされたリーリンに義手を取り付ける手術を施した。第1話終盤のエルガイムとの戦闘で重傷を負い、ダバ一行に100万ギーンの手形をアマンダラ・カマンダラに手渡すよう頼み死亡する。

### ギャブレーと関係者
ギャブレット・ギャブレー
声 - 速水奨
20歳。身長210cm。ダバの宿敵。長身長髪の美丈夫。コアムのモーレ・タウン、アラドの出身。家族は両親と妹、そして元ポセイダル軍大隊長だった祖父。地方の田舎貴族出身だが、成績優秀だったため故郷の村からの期待を背に立身出世のためポセイダル軍に仕官しようとする。故郷を出立する際に中古のアローンを贈られている。尊大だが真面目で情に厚く、惚れやすい性格。天然ボケで精神的に幼い面もあり、他者の目には間の抜けた行動を取ったり、嘲笑的な意味で「ギャブレーくん」と呼ばれたりもする。キザでクールなのだか熱血漢なのだかよく分からない難儀な男。ダバと同様に性的な事象に敏感な面があり、表情がいやらしく崩れることもある。
盗み食いが縁でダバとは因縁をもつ。真っ直ぐポセイダル軍に参加するはずが成り行きでリーリン一家に加わり、ミヤマ・リーリン亡き後の盗賊団首領になる。その際の縁で一時ダバたちのもとに身を寄せ反乱軍に加わったあとに離反したハッシャ・モッシャを自身の副官に迎える。その後、アマンダラの推薦でポセイダル軍に入りチャイ・チャーの部下になる。軍人としては有能だが、行く先々で問題を起こしては上官を困らせ、自身が指揮官となると今度は部下たちを困らせる結果となる。チャイの戦死後にネイの配下となり、やがてはポセイダル13人衆に序せられる。
クワサン・オリビーに横恋慕するあまりに近衛軍とギワザ軍のあいだを行き来しては双方からの信用を失い、ガストガルでの決戦ではポセイダル軍、ギワザ軍、反乱軍の三つ巴の戦いを静観していたが、最終的に「クワサンを助け出す」という目的が一致したダバに協力するため反乱軍に寝返り、ダバとの共闘でアマンダラやギワザを撃破するなど戦乱の鎮静に尽力する。結局、精神が崩壊したオリビーを自分では支えきれないと判断してみずから身を引く。乗機はアローン、グライア、バルブド、バッシュ、アシュラ・テンプル、グルーン、アトールなど。
ポセイダルを倒したあとに設立した新政権の樹立にも加わっていたらしく、テレビシリーズの後日談である「白いヘビーメタル」では治安部隊の司令官となっており、ペンタゴナ・ワールドで初めて異星人とのファーストコンタクトを果たす。その一方、OVA版『レディ・ギャブレー』では女たらしのダバをあざむくため女装して接近するが、キャオに熱烈に言い寄られるという結果を招く。
『UNDER THE SUNS』では未登場。
キャラクターデザインのモチーフは、イエスのベーシスト、クリス・スクワイア。永野が尊敬し自身の愛称ともしている人物である。
なお、富野の過去作である『戦闘メカ ザブングル』にもミス・ギャブレット・ギャブレイという登場人物がいるが、見た目やキャラクター設定は後述のミヤマ・リーリンに近い。
ハッシャ・モッシャ
声 - 戸谷公次
盗賊団リーリン一家の副頭だったが、ドンに成り上ろうとしてリーリンを戦闘のどさくさに紛れて殺害する。しかし一家の後継者の座はギャブレーに奪われ、一家を脱走する。人手不足でアムに誘われて反乱軍に参加するが、反乱軍が劣勢に陥ると即ギャブレーのもとに寝返る。以降は前線におけるギャブレーの副官的な立場となって最終決戦も生き残り、ラストで隠棲するダバを見送る列にも加わる。乗機はゼッタ、スペースリスタ、グライア、カルバリー・テンプル。
ミヤマ・リーリン
声 - 島津冴子
盗賊団リーリン一家のリーダー。第1話のクレジットではミアマ・リーリンと表記されていた。
テレビシリーズでは序盤で部下のハッシャの裏切りで落命するが、小説版ではギャブレーの世話女房的な立場でラストまで活躍する。
イレーネ・イルス
声 - 神田和佳
ポセイダル軍に加わったギャブレーに供与された、女性のみで構成されたミサイル巡洋艦プラネット・ボマー「スレンダースカラ」のキャプテン。そのままギャブレーの副官となる。大きく逆立てた赤毛が特徴。ヘッドライナーとして前線に出ることが多いギャブレーに代わり、艦の指揮を執ることが多い。当初はギャブレーを成り上がりの若輩と侮るような言動もあったが、戦いを重ねていくなかでギャブレーの才能を評価するようになる。ギャブレーのいい加減な態度に終始振り回され、呆れつつも影からフォローする。ギワザとの決戦の際は「ギャブレー君に最後のご奉公だ」と称し、ギワザ軍への総攻撃を敢行する。貯金が趣味らしく、キャプテンシートのコンソールにピンク色の象の貯金箱を収納している。この貯金箱はカラーリングと若干のデザイン変更を行ったあとにトイズプレス社から期間限定で発売されたほか、『ファイブスター物語』でファティマ・ダイオードがMMオージェのファティマコクピットに持ち込んだファンシーグッズのひとつとして登場する。各艦船のブリッジにも置かれており、プラネットボンバーのトリガーとのこと。
パメラ・ビロレッジ
声 - 藤井佳代子
スレンダースカラのブリッジ要員。ネイが派遣した目付役で、ギャブレーの動きを止めるためのハニートラップをしかけるが、本気でギャブレーに好意を抱くようになり、彼の協力者となる。フル・フラットとの戦いで戦死する。
テレビシリーズの後日談である「白いヘビーメタル」では完全に死亡する前にフラットによって蘇生され、戦役終結の2年後に彼女の遺臣によりギャブレーに引き渡される。その際、蘇生の代償として怪力体質に変化しており、再会を喜んで抱き合った拍子にギャブレーを意識不明になるほど締め上げる。
ミヤマ・アスフィー
声 - 原えりこ
リーリンの一人娘。ハッシャに母の仇だと吹き込まれてHMパードナーでダバを襲撃するが、誤解だと悟って和解する（第24話）。最終回では終戦の祝賀会に姿を見せる。
ドモ、バラ
声 - 広森信吾（ドモ）、戸谷公次（バラ）
リーリン一家のメンバーで、サングラスをかけてターバンを頭に巻いているのがドモ、インディアンのような容貌をした大男がバラ。リーリンの死後はギャブレーに率いられてポセイダル軍に入隊。ギャブレーが遊撃軍司令官になるとスレンダースカラのブリッジ要員となる。

### アマン商会
アマンダラ・カマンダラ  /  オルドナ・ポセイダル（オリジナル）
声 - 豊田真治（第4話 - 第33話）→堀部隆一（第43話 - 第54話）  /  仁内建之（OVA版）  /  中尾隆聖（ゲーム『SUNRISE WORLD WAR』）
公称31歳。身長190cm。体重85kg。トレードマークはサングラスと口髭。星団でも屈指の規模を有する「アマン商会」（アマンダラ・コンツェルン）の当主であり、いわゆる「死の商人」。しかし、それはあくまで表舞台での姿であり、その正体はオリジナルのオルドナ・ポセイダルである。自身に対するミアンの愛情に付け込み、自分の影武者ポセイダルに仕立ててサンズに君臨させ、統治の重責と反乱軍の始末を押しつけ、みずからは影で好き放題に何の責任も取らずに暗躍する。また、若いころに自身の家族を虐殺したヤーマン族を憎み、その根絶を行う。そうした一方で、ダバやギャブレーといった前途ある若者たちに目を掛けて彼らを支援する。
実益と道楽を兼ねてHMの発掘・設計・開発に携わっており、オージェ、バッシュ（それぞれ原型機は真のポセイダルとしての彼が手がけたもの）といったポセイダル軍のHMのみならず反乱軍のHMであるADスタック（エルガイムMk-II）、ヌーベルディザードなどは彼の手によるもの。技術の喪失により次第に本来の力を失っていくHMの継承者という役割も担っている。
かなりの高齢である（第43話以降の「地声」に現れている）にもかかわらず、バイオリレーション・システムにより無限の若さを手に入れている。みずからが操縦するHMオリジナル・オージェ（オージ）もまた、バイオリレーションにより無限のエネルギーを得てあらゆる攻撃を受け付けなかったが、最終的には「完全に操っていた」はずのミアンにダバとの戦いの最中に裏切られ、システムを停止されたことで急激に老化して衰弱し、ダバたちとの戦闘中にあっけなく死亡する。
ただし、レッシィによればヤーマン族根絶という執念はオリビーが廃人となったことでダバが介護をするために隠棲するという道を選んだため、図らずもアマンダラの目的は達成されることになったとのこと。
普段は金髪の長髪にサングラス姿で、長い顎鬚を生やしていたが、真の姿を現した時は女性と見紛うほどの美貌と紫色の長髪を見せており、両目の瞳も金と紫色のオッドアイであった。
なお、ネーミングの着想はアンドレ・カンドレから得ている。
小説版ではただの武器商人。戦後は新国家建設評議委員会の議長として活躍することになる。
エイマン
声 - 佐藤正治
アマンダラの執事。アマンダラの正体についても知っていた模様。アマンダラとともにミアンを取り押さえるべくスヴェートに潜入するが、最終決戦の混乱で死亡する。

### サートスター
フル・フラット
声 - 土井美加（テレビシリーズ）  /  勝生真沙子（OVA版）
ポセイダルからサートスターを自治領として与えられている有力者。アマンダラ、ミアンらとともにバイオリレーションで若さを保っている。かつてミアンとともに、ポセイダルのために戦った同志でありミアンとはポセイダルを争った恋敵だった。ダバとアム、レッシィの関係を、かつてのポセイダルと、ミアン、そして自分の関係に見立てており、アム、レッシィに忠告を与えたりするが、逆に自分たちが失ったものを見いだしてポセイダルから離反。だが、ミアンを解放しようとして失敗し、彼女をかばって絶命する。設定によると195cmという長身の持ち主。
サートスターには旧カモン王朝で鹵獲された複数のHMガイラムが動態保存されており、搭乗した際にはダバやギャブレーを軽くいなす。
小説版ではテレビシリーズとは異なり、彼女こそが真のポセイダルであり、かつての恋人を傀儡として操っていた。また、アムが隠し子であるかのような描写もされていたが明言はされていない。
スー・アザン
声 - 入江雅子
フル・フラットの部下。

### ポセイダル軍
オルドナ・ポセイダル（ミアン・クゥ・ハウ・アッシャー）
声 - 島津冴子
ペンタゴナ・ワールドの支配者。美貌と知性を兼ね備えており、63歳とは思えない若く瑞々しい姿をしている。金と銀のオッドアイ。
その素性は本物のポセイダル（アマンダラ）のかつての恋人・ミアンであり、影武者として彼に代わりポセイダルとして君臨している。
その美しい姿はバイオリレーションシステムの恩恵によるものであり、操られるがままにポセイダルを長年演じてきたため、やがて自分自身がポセイダル本人だと思い込むようになっていく。そして、自身もまたクワサン（後述）をバイオリレーションシステムによって意のままに操るようになる。
しかし、最終決戦の中でついに真実を思い出し、アマンダラとの愛がとうに終わっていたこと、これ以上芝居を続けることの無意味さを悟り、みずからの意思でバイオリレーションシステムを停止させたことによる急激な老化現象で肉体自体が維持できず砂状に崩れさり最期を迎える。
クワサン・オリビー
声 - 木下由美  /  内川藍維（スーパーロボット大戦シリーズ）
15歳。身長160cm。第22話から登場する本作品の真のヒロイン。ダバの義妹で婚約者。物語の始まる3年前に盗賊に攫われて行方不明になるが、ヤーマン族の生き残りであることを見抜いたポセイダルによって洗脳され、正規軍の近衛師団の司令官としてダバの前に現れる。逐次ポセイダルから指令を受けて動いていた。
物語終盤あたりから、精神改造による負担からか精神崩壊の兆候が現れ始め、最終回ではついに人格が崩壊。結局、精神はもとに戻らぬまま、ダバと静かにコアムへ去る。
乗機はカルバリーテンプル。
『UNDER THE SUNS』では正統派のヒロインとなっており、小説・テレビシリーズとは全く異なるラストを飾っている。

#### 13人衆
EX13とも呼称される。ポセイダル軍中でも屈指の精鋭で構成されており、ポセイダルの意向を直接受け、それを実行する最高意思決定機関。
序列は席次順だが、テレビシリーズ当時は第1席次のサイ・クォ・アダー及び第2席次のプレータ・クォイズは設定自体が存在せず、実質的に実権を握っていたのは第3席次のギワザであり、その職権・職責は事実上の宰相に近い。13人衆の名称は、「設立時のメンバーが13人だったから」という理由での命名でメンバーの定数はなく、リーダーであるギワザ以外に序列は「表立っては」存在しない。13人衆の中にはポセイダルには従わず、13人衆のリーダーであるギワザに臣従する者もいた。また13人衆のうちガウ・ハ・レッシィのみが反乱軍へと離反する。
ただし、「定数がない」という設定は作中では語られなかったため、「なぜ13人登場しないのか？」などといった疑問が浮上し、のちのOVA作成時に、新たに2人が追加されるとともに13人衆ではなかった人物も含められ、定数13の席次設定が公開された。
小説版ではギワザがポセイダルに成り代わりペンタゴナ・ワールドを支配しようという野望のために組織した。
第1席次
サイ・クォ・アダー
声 - 柴田秀勝
前大戦をポセイダルらとともに戦った歴戦の勇士で13人衆最古参だが、本作品中では第一線からは退いており存在が象徴化している。レッシィのことを幼少より知っており、彼女がポセイダル軍を裏切ったあとも孫娘のように思う気持ちは変わっていなかったが、ダバ一行を追撃した際は歴戦の勇士らしい猛攻を見せる。ダバの信念と人間性を認め、クォイズに連れ去られたレッシィがバイオベース「ゼルダ」にいることを教える。
ヘビーメタルに搭乗するシーンは無いが、エルガイムを見て一目でガイラムと看破するなど高い洞察力をもつ。
第2席次
プレータ・クォイズ
声 - 速水奨
A級HM以上の強力なHM・パコーダに搭乗する。皮肉屋なうえに野心家で、ポセイダルに対し常軌を逸するまでの忠誠心を抱いている。また地方豪族の出身ゆえに名門であるサイやその孫のレッシィなどに敵意を燃やす。13人衆の会談時、自分からしつこく難癖をつけたにもかかわらず、自身を殴ったサイを逆恨みし、レッシィを人質に取って晒しものにする。その後、ダバをバイオベース「ゼルダ」へ誘い込み、ヘビーメタルでの1対1の戦いを展開。試作型とはいえバイオリレーションシステムの恩恵によってエルガイムを圧倒するものの、最終的にはわずかな隙を突かれて敗れ、半ば自滅に近いかたちで爆死する。
乗機はパゴータ。
第3席次
ギワザ・ロワウ
声 - 西村知道
13人衆の実質的なリーダー。有能な野心家で、自己の野望のために利用価値がなくなった愛人のネイを捨て駒にするなど、冷酷な性格。地位を生かしてポセイダル軍内にみずからの派閥を形成し、ポセイダル正規軍、反乱軍が戦闘により疲弊したところで双方を撃破し、星団の実権を握ろうと画策するが、その企みはダバ、ギャブレーに見透かされ、最終決戦で新時代の統治者の器ではないと喝破され撃破される。政治力に長けているだけでなくセイバーや射撃の腕前も一流で、ネイに片腕を切断されながらも逆手の射撃で返り討ちにし、旗艦に侵入したダバとセイバーで渡り合う。
テレビシリーズでは戦域からシャトルで離脱しようとしたところを、エルガイムに搭乗したダバにMk-II用のバスターランチャーで撃破され、小説版ではネイの殺害を恨んだギャブレーとネイの副官に最終決戦前に暗殺される。
第4席次
ネイ・モー・ハン
声 - 竹内久美
物語序盤の難敵として第4話から登場。21歳。身長185cm。非常に優秀なヘッドライナーで、たびたびダバらを窮地に追い込む。ギワザの愛人であり、その愛情からギワザの野望を知りつつ協力していたが、度重なる失敗をとがめられ、物語中盤で事実上、ギワザから切り捨てられる。スヴェートに招聘されたときはポセイダルへの反逆を疑われるも最終的には無罪放免となる。しかし、そのことでギワザからスパイの嫌疑をかけられて死刑宣告を受けたために逆上し、セイバーでギワザの片腕を斬り落とすも、ギワザの反撃で倒される。乗機はオージェ、グルーン、サロンズ（サロンズの登場はOVA『フルメタル・ソルジャー』のみ）。細身ながらも体術に長け、鞭を武器にする。また常に化粧バッグを持ち歩くほどにお洒落にまめで、アイスクリームが好物という女性らしさを見せる。
当初、名前はワーザン・ルーンになる予定だった。
第5席次
ワザン・ルーン
声 - 堀部隆一
13人衆でも古参にあると思われる老戦士。武人的な性格の持ち主。作戦失敗で捕らわれた際に出会ったダバの姿に初陣で戦死した息子ミザンの面影を重ねて見ていた。円熟した人格と歴戦の武人としての風格から多くの兵士に慕われており、その人望の篤さはギャブレーから感心される。エルガイムMk-IIのバスターランチャーの直撃からリィリィをかばって戦死する。
第6席次
チャイ・チャー
声 - 島田敏
プリャーモ・ベースの司令官で、ギャブレーの上司にあたる人物。傲慢で陰湿な性格。反ギワザ派だったために乗機がB級HMのバルブドだった。リトル・セイ奪回作戦中に戦死する。
マーハル・セヌーマ
声 - 佐脇君枝
チャイ戦死後の第6席次。
物語終盤にてポセイダル側につき、実質ギワザ陣営と対立。スキンヘッドが特徴の女性。最終回でいとこであるハンス・アラハートとともに、ポセイダル（ミアン）をラキシスの心臓まで連れて行く手助けをするが、バイオリレーションの影響で死亡し、遺体も灰燼化する。OVA版2巻の女子プロレス対決では、パメラとイレーネと正規軍代表チームを組み、反乱軍代表のレッシィ、アム、リリスのチームと対戦する。
第7席次
テッド・デビラス
顔の傷跡が特徴の13人衆メンバー。作中では台詞はない。名前の由来はプロレスラーのテッド・デビアス。
第8席次
マフ・マクトミン
声 - 銀河万丈
普段は貴族口調だが精神不安定な面をもっており、HM搭乗時は異常な言動の持ち主となる。ギワザのポセイダル反逆に随行し、ギワザに心酔している。アトールV・マクトミンビルドという、アトールを独自にカスタムした機体を使用。スヴェード降下作戦にヘッケラーとともに先陣を務め、バスターランチャーでポセイダル像を破壊する。最終決戦でダバに敗死。キャラクターデザインのモチーフはクラウス・ノミ。
第9席次
リョクレイ・ロン
声 - 若本紀昭
13人衆だったが、クワサン・オリビーがポセイダルの手によって洗脳、近衛師団の師団長となると、副官兼監視役として近衛師団に移り、結果的にギワザ陣営と対立する。HMの操縦以外にも拳法のような格闘技にも精通している。最終決戦後の生死については言及されていない。乗機はカルバリー・テンプル、アトール（OVA版）。
第10席次
リィリィ・ハッシー
声 - 向殿あさみ
ギワザのポセイダル反逆に従ったが、気分屋で忠誠心は薄く、戦略眼に欠けている。以前は普通の女性だったが、男で酷い目に遭った過去があるらしく、徹底した男嫌いに変貌し、なおかつ男のために戦う女には激しい怒りを燃やす。冷酷非情な性格で、逆らう部下には反逆の汚名を着せて家族に不遇を与えると脅迫して特攻を命ずることもいとわない。戦闘中にペディキュアを塗るなどマイペースな性格で、「永遠の若さ」にあこがれを持っていた。乗機はグルーン。アムとは捕虜にした経緯から因縁の相手となり、いくども戦闘を繰り返したのち、スヴェートの決戦でアムのエルガイムに敗死する。
第11席次
バーン・ガニア・キラーズ
声 - 高宮俊介（テレビシリーズ） / 石塚運昇（OVA版）
ギワザ側についた13人衆だが、ネイとは仲が良くないらしく、OVA序盤ではコアムに左遷されたギワザを揶揄する台詞をネイに投げかける。テレビシリーズ最終回ではポセイダルを倒した直後のダバに肉薄するも、あと1歩のところでキャオとの連携で敗れる。乗機はアシュラ・テンプル、バッシュ（OVA版）。名前の由来はプロレスラー（のちにAWAプロモーター）のバーン・ガニア。
第12席次
ハンス・アラハート
声 - 高宮俊介
物語終盤にてポセイダル側につき、実質ギワザ陣営と対立。乗機は黒いカルバリー・テンプル。最終回でマーハル・セヌーマとともにバイオリレーションの犠牲となって死亡。マーハルとはいとこ同士。
第13席次
ガウ・ハ・レッシィ
声 - 川村万梨阿
ガウ・ハ・レッシィを参照。
小説版では13人衆候補生の将校として位置付けられている。
ギャブレット・ギャブレー
声 - 速水奨
ギャブレット・ギャブレーを参照。
レッシィの寝返り後に13人衆に序せられるが、上記の事情からポセイダル軍・ギワザ軍双方を敵に回すかたちになり、事実上脱走する。
小説版オリジナルキャラクター
ホーテ・ケット
キャット
カ・ワール
ハングー・モー・バー

#### その他の軍人
アントン・ランドー
声 - 島田敏
顔面に入れ墨のような紋様が施されている。ネイの副官として初期より登場していたが、ネイの戦線離脱後はギワザの副官的な立場に立ち、後方で艦隊の指揮を取る。
ヘッケラー・マウザー
声 - 塩屋浩三
右目の眼帯が特徴で、ネイの副官としてアントンと初期より登場。ギワザのポセイダル反逆時には、ガストガル攻撃の先陣を、マクトミンとともに任される。バッシュを鬼神のように操り、壮絶な最期を遂げる。名前の由来は、銃器メーカーのヘッケラーとモーゼル。
ボンサーンス
声 - 玄田哲章
資源採掘衛星・パラータ・スターを管理していた軍人。パラータを強制収容所のように扱っていた悪代官で、蜂起したダバ一行と労働者たちによって倒される。

## 登場兵器

### 反乱軍の兵器
エルガイム（L-GAIM）
ダバ・マイロードの最初の愛機。失われたヤーマン族の遺産ともいえるA級HM。スパイラル・フローを首の付け根に収納することでコックピットとする。小型の大気圏内飛行用ランドブースター「ライト」を背面に装備することで単体での飛行が可能だが、長距離では大型のランドブースター「スピリッツ」を使用する。また、後述するプローラー（ランドブースター）形態に変形したエルガイムMK-IIと合体することも可能。
両腕の格納部にはセイバー、ランサー、ハンドランチャーのいずれか1本ずつを収納可能。パワーランチャー接続口は3。ほかに人体とは異なる位置で曲がる腕関節を生かし、曲げたことにより露出する腕部装甲の尖った箇所で相手を突く近接格闘装備「アキュート」がある。
ハンドメイドとされているが、実際はヤーマン族カモン王朝のオリジナルHM「ガイラム」の改良機である。ダバ・マイロードの養父ダバ・ハッサーが、乗機からマイロードの出自が露呈しないように、外装の変更とヤーマン族復興の際に即戦力となるよう量産を容易にするため、あえて構造の簡素化などのデチューンが施されている。それでも、A級HM中安定した戦闘力を保持しているが、ほとんど突出した面のない無難な機体性能だったため、A級HMとしては平均的なレベルに過ぎない。しかし、A級HMの常として、オリジナルHMと遜色ない機能を発揮できる部品が使われている。ヘッドライナーはダバ・マイロード、およびファンネリア・アム。
Mk-II登場後には、Mk-I（マークワン）とも呼称されるようになる。Mk-II登場直後の話（第26話 - 第27話）では、無断でMk-II用にコアパーツを部品取りされたり、（ギャブレーの作戦による）アシュラテンプルの自爆の巻き添えを食らって大破したりする。しかし、アムの操縦でリィリィのグルーンを撃墜したり（第51話）、最終話では、ダバが本物のポセイダル（アマンダラ）操るオージとの戦いでMk-IIを失ったあと、スパイラルフロー・ビュイを用いて再びエルガイムに搭乗して、戦域から離脱しようとしたギワザ・ロワウ搭乗のシャトルをMk-II用のバスターランチャーで撃墜する。
『UNDER THE SUNS』では、Mk-IIは登場するが乗り換えることなく、最終決戦まで本機で戦い抜き、オージとの戦闘において大破、ダバはスパイラル・フローで離脱し、本機は放棄される。
永野護はスタッフ間で使われる設定書に「Lガイム」と記載することもあった。
設定画は、前後からの立ち絵や各部の機構は永野護、アクションポーズや各方向からの頭部は北爪宏幸の手によるもの。
スパイラル・フロー（Spiral Flow）
普段は車両のように独立してホバー走行するエアバイクで、これが変形してHM内に収納されることにより、そのままコックピットとして機能する。エルガイム用のスパイラル・フローはフリッカと呼ばれる。ヤーマン族独特の技術で、ポセイダル軍のHMにはいっさい採用されていない。エルガイムの場合、首の付け根に収納スペースがあり、変形し収納されたフリッカの内側がスクリーンとなることで、視界210度という高い視認性を確保する。収納されても常にフリッカは内部で浮遊しており、衝撃やGに対するパイロットへの負担を軽減している。スパイラル・フロー収納の際、パイロットは「ドッキング・センサー」と発声する。作中でスパイラル・フローシステムを採用したHMは、エルガイム、エルガイムMk-II、ヌーベルディザード、そしてディザードの一部の機体の計4機種である。なお、エルガイムには補助操縦システムも組み込まれており、フリッカ未収納でも簡易操縦は可能だが、衝撃吸収機能をこのシステムに依存しているため、戦闘行動はまず不可能（第2話）。また、Mk-II用のスパイラル・フロー・ビュイでも操縦は可能で、作中では最終回でエルガイムを操縦する場面が見られるが、その際はビュイの細長い前面カバーのみがモニターとして機能するため、上下はともかく、左右の視界はきわめて狭い。またそれとは逆にエルガイムMk-IIにフリッカを収納することは、サイズの都合上不可能となっている。
デザインと設定画は北爪宏幸による。
アモンデュール「スタック」（Amonduul[Stack]）
ディザードをベースに設計された可変A級HM。ポセイダルが基本設計を行い、ポセイダル軍技術者メッシュ・メーカーがトライデトアルの正規軍のドヴァ空港の工場内にて開発した。コードネームは「スタック」。ペンタゴナワールドにおいて、A級としては数百年ぶりに新設計されたHM。ポセイダルとヤーマンの技術の融合を図ったうえに、変形というこれまでのHMにない機能を導入した野心的な機体だが、スパイラル・フローシステムは採用されておらず、その目的は達成したとは言いがたい。初陣のヘッドライナーはギャブレット・ギャブレーだったが、運用方法のまずさ（脚部を折畳んだまま歩行しようとした）から本来の性能を発揮できず、「兵器とは単一機能を確実にこなすものでなくてはいかん」と酷評する。結局、潜入してきたダバ一行に奪取され、彼らの改造（改修）によって後述のエルガイムMk-IIとして生まれ変わり、「技術の融合」という当初の目的は達成されることとなる。
高速移動時にはプローラーと呼ばれる飛行形態（ランドブースター）に変形する。
エルガイムMk-II（L-GAIM Mark-II）
ダバの一行のドヴァ襲撃の混乱に乗じてにキャオとメッシュが奪取したスタックの改造機。
奪取時の乱戦で失われたスタック本来の頭部に代わり、過去の戦火で失われたポセイダル軍のHM・ブラッドテンプル3番機の頭部（キャオが発掘）を取り付け、さらにエルガイム同様スパイラルフローなどヤーマンの技術が導入されたことでより強力な機体となる。
コックピットとしているスパイラルフロー「ビュイ」はフリッカのように変形はせず、そのままMk-IIの胸部に収納される。収納ブロックの内側全面がスクリーンとして表示され、エルガイム以上の360度の視認性を確保する。360度スクリーンは本来、ダバとキャオがエルガイムで実現しようとした機能だったが、多忙のため先送りになり、結局Mk-IIで実現することとなる。続々とポセイダル軍が繰り出してくる強力なA級HMに抗しきれなくなりつつあったエルガイムに代わり、反乱軍のシンボル的な機体として、A級HM相手でも互角以上の戦いができるようになる。ただし、バランスの取れたエルガイムと違って操縦の習熟には時間を要し、ダバも本来の性能を引き出せるようになるまで苦労する。
プローラー形態の肩装甲にほかのHMがぶら下がるためのハンドルと、すねにMk-Iとのドッキング用フックが追加された。セイバー、ランサー、ハンドランチャー、パワーランチャー、Sマイン、バスターランチャーを装備。ランチャー接続口は6。ヤーマンとポセイダルの技術の完全な融合という新世代のHMで、オリジナルと呼んでも良いグレードだが、A級として分類されることが多い。ヘッドライナーはダバ・マイロード。リリス・ファウもダバとともに搭乗することが多い。
『UNDER THE SUNS』では、レッシィの乗機として登場（デザインは明らかにMk-IIであるが、作中ではエルガイムMk-IIとは明言されていない）し、HM形態は作中では描かれていない。
当初は全高29.9m、頭頂高23.4m、全備重量36.8tと設定されていたが、途中で設定書の該当部分が線で消され、諸元表の数値に変更されている。名称もグレイオンであった。
前述の通り富野監督の意向で実現はしなかったが、ファティマ搭乗機となるはずだった名残りとして額のクリスタル部分に女性のシルエットが描かれている。
ディザード（D-Seerd）
反乱軍がエルガイムの技術をもとにして開発したB級HM（ただし、ガウ・ハ・レッシィ機の赤いディザードのみ、1号機ということもあり、パーツの精査や組み立ての精度が高いレベルで行われておりA級HMに匹敵する性能を持っている）。「コピー・エルガイム」（量産型エルガイム）とも呼ばれる。パーツ全体の約80パーセントがエルガイムと共通であり、初期型のA型、マスエルと呼ばれるB型、ターナで改良されたC型の3タイプが存在する。高出力のわりにフロッサー（ペンタゴナでの浮上装置の総称）の出力が弱く、重力下での飛行には適さない。なお初期型は生産人員の熟練不足や、設備の不備などからかなり欠陥品が多かったが、これは次第に改善されていき、B型、C型となると本来の性能を発揮するようになる。最初は赤いレッシィ機のみだが、のちに白い一般機も配備される。ベースがA級HMということもあり、これまでに反乱軍で使用されていたほかのB級HM（ゴロンゴなど）よりも性能は高く、きわめて短期間で反乱軍の主戦力となる。短期間の量産・配備が可能だった要因として、反乱軍の技術者達の奮闘と、このことを予期して、予めエルガイムのデ・チューンを行っていたダバ・ハッサーの先見の明が挙げられる。セイバー、ランサー、ハンドランチャー、パワーランチャー、Sマインを装備。ランチャー接続口は2。2機が協力すればバスターランチャーも撃てる（ただし、発射の際の強力な負荷に耐えられず、機体は行動不能となる）。ムーバル・フレームはMサイズ。量産型HMなので多くのパイロットが搭乗しているが、ダバ一行ではガウ・ハ・レッシィやファンネリア・アム、ミラウー・キャオ、セムージュ・シャトが主に使用した。ちなみにダバもエルガイム大破後、エルガイムMk-IIの最終調整が完了するまでの間、1度だけ本機に搭乗した事がある（第28話）。Mk-II入手後はアムがエルガイムに乗ったためキャオがメインパイロット（キャオが搭乗しない場合はセムージュが搭乗）となる。
マスエル
リトル・セイで生産されたB型のディザード。のちに名前をディザードに統一される。
ヌーベル・ディザード  （Nouvelle D-Seerd）
ポセイダル軍とヤーマン王朝のHM技術の統合を意図したA級HMで、ヤーマンのA級HMガイラムをポセイダルが改造した可変機。ゆえにクルツ（K）・テンプルとも呼ばれる。スタックのプロトタイプに相当するが、作中ではランドブースター形態への変形は披露していない。
ヌーベルはフランス語の「新しい」を意味する。反乱軍に合流したレッシィにアマンダラから貸与されたHM。本来のコックピットはフロッサーシートだが、レッシィに貸与する際にスパイラルフロー・フリッカで使用するよう改修される。セイバー、Sマイン、パワーランチャーを装備。盾であるバインダーを肩に直接マウントし、パワーランチャーはその先端に装備されている。
テレビシリーズ第34話では、戦闘による損傷と消耗によりエネルギー不足に陥ったため、ホエールからのエネルギー供給を受けてバスターランチャーを使用する。
ランチャー接続口は3。ムーバル・フレームはMサイズ。ヘッドライナーはガウ・ハ・レッシィ。
『UNDER THE SUNS』では、レッシィは再登場の際、エルガイムMk-IIに搭乗していたため、本機は未登場。
アローン"ゴロンゴ"（Alone Gorongo）
反乱軍が地上で運用しているB級HM。名称は設計者のゴロンゴ・ゴーレンに由来する。性能的にアーロンと大差はなく、作中でもアローンと呼ばれるが多い。セイバー、パワーランチャーを装備。ムーバル・フレームはMサイズで大量に生産配備されている。オリジナルのアローンと異なっているのは頭部形状のみで、生産性を向上させる目的とされる。ミズンのリトル・セイとトライデトアルのエロウ・バレイとで生産される。カラーリングは茶色。
スペース・アローン"ゴロンゴ" （Space Alone Gorongo）
反乱軍がアローン"ゴロンゴ"を宇宙での運用が可能なように改造した機体。カラーリングが薄緑色に塗装されるほか、胸部に冷却用の通風孔が設置されることが識別点。また背部にはS-グライアと共通デザインのランドセルを装備する。武装は地上用と共通。

ワークス（Works）
ダバ・マイロードとミラウー・キャオが田舎からやって来た際に搭乗するHMキャリア。住居とHMの整備を行う多用途メカである。上部のキャリア部分にエルガイムを寝かせて輸送することができる。フロッサーで若干の浮上航行をするため車輪はない。エルガイム起動時はフリッカとのドッキングのため短時間だけ直立可能だった。自衛用にパワーランチャーを装備している。ターナ登場後はほとんど出番がなくなっており、第38話では地上で整備していたエルガイムとMk-IIをターナに搬入する場面で2台同時に登場する。

スピリッツ（Spirits）
HM運搬用飛行メカ。機体下面にHMを吊り下げて飛行可能なほか、純粋に対空・対地支援機としても運用される。パワーランチャーを2門装備。正規軍・反乱軍ともに運用されている。物語前半では、おもにファンネリア・アムが搭乗する。
ターナ（Turner）
アムがアマンダラから調達し、物語の途中からワークスに代わるダバ一行の家となった中型艦。全長240m。正式名称はクウォート・ターナ。「クウォート」と称される所から本来は輸送艦で、改装により艦首大型レーザー砲と副砲2門、HMの発進口が3ヶ所に設置されており、素早い展開が行える。中盤以降は反乱軍艦隊の旗艦となった。なお、特殊な光線を投射する事で、センサー類とレーザー兵器を無効化する「S.L.S（スター・ライト・シャワー）」を艦体下面に装備する。
ホエール（Whale）
レッシィがアマンダラから譲り受けた白亜のソーラーヨット。全長375メートル。民間船ゆえにヨットと称してはいるが、実質は巡洋戦艦である。レッシィの離反でまるごと反乱軍のものとなる。対レーザー拡散システムS.L.S（かつてヤーマン族が使用した兵器。特殊な光線を投射することで、センサー類とレーザー兵器を無効化する装置。スターライトシャワー）を装備。本艦は三番艦で、同型艦はアマン商会（ネームシップ。塗装はブルーグレイ）やサート・スター（2番艦。塗装はショッキングピンク）にも存在する。
ディップス（Dipps）
大型トランスポーター。全長260メートル。側面と上部に連装ビーム砲を載せた改装戦艦型を「ディップス改」と称する。もとは輸送艦なのでHMの搭載量が多い。

### ポセイダル軍の兵器
アローン（Alone）
全高15.7メートル、重量29.9トン。アローン・クランプにより設計されたB級HM。現在ガストルに10か所、トライデトアルに3か所の製造工場が存在し、正規軍はもとより、反乱軍、民間会社などに幅広く普及している。正規軍で運用される機体（通称：軍用アローン）は、右腕にパワーランチャー、左腕にシールドを装備。またセイバーも装備される。カラーリングは濃紺が基本だが、8話では「濃緑色」に塗装された機体も確認できる。ムーバル・フレームはMサイズ。
ミズン・アローン
全高15.2メートル、重量30.7トン。ミズン星で運用される軍用アローン。両肩にパワーランチャー装備するほか、背部にフロッサーシステムを取り付けている。エンパー・テンプルと同じコンセプトだが、威力は比較にならないほど低い。両腕は細く、三本指のマニピュレーターとなっているのは、肩のパワーランチャーにエネルギーをまわしているため。カラーリングは軍用アローンと共通の濃紺。
グライア（Greia）
アローンに次いで量産されたB級HM。名称はギリシャ神話の三身一眼の魔女「グライアイ」に由来する。アローンとともにポセイダル軍の各基地に配備されている。初期型のグライア・ノーダやアローンに比べてセンサーが大きいのが特徴。セイバー、弱装式・通常型パワーランチャーのほか、バスターランチャーも使用可能。設計者はグライア・ノーダ。カラーリングは茶系が基本だが、第9話でのレッシィ機は「薄紫色」に塗装されている。
S-グライア（Space Greia）
「スペースグライア」と呼称される宇宙用のグライア。歩行機能を落としたぶんの余剰出力をパワーランチャーに振り向けている。背部ブースターによって大気圏内飛行も可能な高機動性を得ているが、地上でのフローティング走行はできなくなっている。外観は地上用との共通点は頭部・胴体部分のみとなり、腕部・脚部は大幅にデザインを変更している。
グライアノーダ（Greia Norda）
MK-Vまでの初期型グライア。武装、スペックは以降のグライアと変わらないが、パラータ・スターの機体はバルブドに匹敵する性能に改造されている。マスクをしたような顔が特徴。なお、パラータ・スターの機体は反乱軍に与した民衆に奪取され、反乱軍の僚機となる。色は緑系（ポセイダル軍）と黄色系（反乱軍）が存在。
バルブド（Bal-Bud）
すべてのB級HMの基本となった機体でA級HMのコストダウンに主眼を置いて造られた。A級用のパーツが多く使われており、B型のなかではもっともA級に近い性能をもつ。ポセイダル軍近衛兵にも配備された。セイバー、パワーランチャー装備。ムーバル・フレームはMサイズ。設計者はバルブド・カワランガで、これにポセイダルが手を加えて完成した機体である。カラーリングは橙色系（一般機）、濃紺（近衛師団機）、青系（第15話でのチャイ・チャー機、第27話でのギャブレット・ギャブレー機）が存在。
バルブド・カイゼス（Bal-Bud Kayzess）
メッタの少女隊と呼ばれるギワザ直属の特務部隊専用機。新型アイセンサーの搭載やジェネレーターの強化などを施されているため、機体性能は高い。外見上の相違は頭部と胸部のパーツを変更し、両足のスタビライザーが取り外されている。機体色はピンクと黒で塗り分けられ、流星やハートマークといったファンシーで派手なマーキングが施されており、単に「カイゼス」とも呼ばれる。俗称はニケ。改造の際に搭乗する少女たちの体型に合わせてもいるため、コックピットのシートが小さく男性では扱いづらいのが欠点。
オージェ（Auge）
頭頂高20.3メートル、重量23.1トン。
ポセイダル家に伝わるHMで、プディンオージェと、もう1機の計2機が存在した。作中の機体はそのレプリカでA級に相当する。Mサイズのムーバル・フレームにLサイズのジェネレータを搭載する高性能機。13人衆ネイ・モー・ハンに貸与され、物語中盤までエルガイムを圧倒する。また、彼女以外のパイロットが操縦する別の1機が登場する。最大の特徴は、先端部にパワーランチャーを接続可能な両肩の可動式ラウンドバインダー。バインダー内部にはセイバー（×4）、ランサー（×4）、スロウランサー （×30）など多数の兵器を格納し、撤退時の目くらまし用にスロウランサーを一斉射出する用法もある。バインダーを含む機体の各所には、対ビームコーティング機能をもつ金が貼られており、王家のHMらしい豪華さから反乱軍側からは「金ピカ」と呼ばれる。ランチャー接続口は3。ムーバルフレームはMサイズ。おもなヘッドライナーはネイ・モー・ハン。
そのデザインは、永野の漫画『ファイブスター物語』に登場するMH（モーターヘッド）オージェ・アルスキュル、MM（マシンメサイア）オージェへと繋がっている。永野の言うところでは、本来は1機しか存在しないポセイダル専用機であるが、作中では別のパイロットが乗る機体が登場しており、永野の意思通りにはならなかった（そもそも永野自身が、マクトミンビルドという、レプリカのオージェからパーツを借用した機体をデザインしている）。
バッシュ（Bat-Shu）
A級HMではグルーンとともに生産数の多い機体。オリジナルは1機のみで現存せず、作中登場する機体は10数機存在するとされるレプリカのうちの一つである。しかし、単体で飛行可能なスーパーフロッサーやバスターランチャーの運用が可能であるなど、その攻撃能力は非常に高い。ボディはオールラバー製。ミサイル、セイバー（太刀セイバー）、スロウランサー、Sマイン、エネルギーボンバー、パワーランチャーのほか、オプションとしてバスターランチャーも装備する。ランチャー接続口は3。ムーバル・フレームはMサイズで、エルガイムMk-Iとほぼ同等のもの。そのためアーマーを交換すればエルガイムMk-Iに偽装できる。おもなヘッドライナーはギャブレット・ギャブレー、ヘッケラー・マウザーなど。レプリカ機の設計者はオルドナ・ポセイダル。永野のイメージでは真っ黒な機体だったが、黒1色では画面で動きが分かりにくいため、濃紺色に設定された。また、最終回ではギャブレーが搭乗してポセイダル打倒に貢献する。
エルガイムやオージェと同じく永野の手でリファインされ、漫画『ファイブスター物語』では主役騎のナイト・オブ・ゴールドとならぶシンボル騎『バッシュ・ザ・ブラックナイト』として登場。永野が当初イメージした黒1色の機体となっている。
アシュラ・テンプル（Ashura Temple）
頭頂高22メートル、重量39.7トン。
テンプル・シリーズのA級HM。作中の機体は、すべてオリジナルの「アシュラ・テンプル（ブラッド・テンプル25番機）」をレストアした機体のさらにレプリカであり、オリジナル機とはかなり異なっている。出力の高さから、標準で4基のパワーランチャーを扱える。2基のパワーランチャーは背部の副腕が保持する盾「サーカスバインダー」に装備され、あらゆる方位への攻撃ができる。作中で初めてバスターランチャーを使用するが、発射後に動作不能となる。胸部には高速で高温の鉄球を無数に撃ち出すリバースボマーを装備する。セイバー、エネルギーボンバー、リバースボマー、パワーランチャー装備。バスターランチャーはオプション。ランチャー接続口は3。カラーリングはマルーンとライトオレンジでムーバル・フレームはLサイズ。おもなヘッドライナーはギャブレット・ギャブレー、バーン・ガニア・キラーズなど。
名前の由来はドイツのロックバンド「アシュ・ラ・テンペル」。
グルーン（G.Roon）
頭頂高20.7メートル、全高26メートル、重量不明。
A級HMでは数多く量産され、レプリカが10機程度存在する。両端にパワーランチャーを備えた遠隔操作可能なロングスピアが主武器。手を離した状態で発射可能だが、エネルギー供給がないため1 - 2発が限度で威力も低い。近接武器が豊富で、前述のロングスピアのほかにセイバー、ランサー、Sマイン、チャフ、前腕に内蔵のパワーランチャーを装備している。なお内蔵パワーランチャーも威力が低く設定されている。頭部には放電機能付きの長い2本の角がある。バスターランチャーはオプション。ランチャー接続口は3。ムーバル・フレームはSサイズだが、Mサイズのジェネレーターを搭載しているのでパワーに秀でている。おもなヘッドライナーはネイ・モー・ハン（第31話のみ）、リィリィ・ハッシー、ギャブレット・ギャブレーなど。永野護曰く、本機が本来のネイの愛機（ただし改造している。サロンズの項を参照）であり、オージェはポセイダルからの借用とのこと。
名前の由来はキング・クリムゾンの楽曲。
カルバリー・テンプル（Calvary Temple）
頭頂高23.1メートル、重量31.1トン。
テンプルシリーズの名を冠したA級HM。立体視スコープをもち、顔部マスクが左右非対称である。胸に折り畳み式のレーザーリフレクターを装備し、パワーランチャーをはね返すなど、敵機の攻撃を逆手に取った運用が可能。腕にはエネルギー・サッシュと呼ばれるエネルギー兵器を装備する。砲撃力よりも白兵戦に長けたHMで、二刀流で戦う場面もある。ポセイダルに洗脳を受けたダバ・マイロードの義理の妹であり婚約者だったクワサン・オリビーが搭乗する。クワサン機はカッパーイエローを主体としたカラーリングで、ヘルミーネ （Hellmeene）というコードネームで呼ばれる。この機体のみオリジナル（第49話に登場した機体がオリジナルとされる設定もある。ラポート誌、昭和60年発行）で、他はレプリカのA級である。その他に黒い機体も数機登場している。セイバー、サッシュ、パワーランチャー装備。バスターランチャーはオプション。ランチャー接続口は3。ムーバル・フレームはLサイズ。おもなヘッドライナーはクワサン・オリビー、ハッシャ・モッシャ、リョクレイ・ロン、ハンス・アラハートほか。
アトール（A.Taul）
A級HM。オリジナル機のパワーに匹敵する高出力A級HM で、スーパーフロッサーによる単体飛行が可能。フロッガーと呼ばれる鞭のように使用するセイバーを使用する。パワーランチャーはウィンゲルバインダーと呼ばれる腕部の盾に内蔵されており、設定では両腕からバインダーを切り離して四方からパワーランチャーを射撃することが可能。通常のセイバーも装備。ムーバル・フレームはMサイズ。おもなヘッドライナーはギャブレット・ギャブレー。コミカライズ版ではギャブレーがこの機体でポセイダルを倒す。
名前の由来はフランスのロックバンド「アトール」 (ATOLL)。
アトールV・マクトミンビルド（A.Taul V McTomin Build）
13人衆のひとりマフ・マクトミンのカスタムHM。アトールファイブと読む。右腕にオージェのラウンドバインダー、左腕にバッシュのバインダー、背部にアシュラテンプルのサーカスバインダー、手持ち武器にグルーンのロングスピアを装備（武装自体はすべてレプリカ）。バスターランチャーはオプション。ベースがアトールということでファイブと名乗っているらしい。また、マクトミンいわく背部にスタック（エルガイムMk-II）用のブースターが装備されていたら完璧だったという。
「ヘビーメタルの装甲は着せ替えが可能」という永野の設定が作中で反映されなかったため、あえて永野が自分でそれを実現しデザインしたものである。名前の由来は前述のロックバンドからだが、放送当時はアルバムが4枚出されており、5枚目を希望するという意味が含まれている。
オージ（オリジナル・オージェ）（Aug/Original Auge）
頭頂高20メートル、重量不明。
上半身はオージェのレプリカ（頭部はオリジナルを流用）。右肩がブラッド・テンプル、下半身はプディン・オージェより流用し作製されたHM。本物のHMゆえA級B級といった区別はない。
ポセイダル家に代々伝わるHM オージェ（セカンドセントウォー当時の機体）とは別の機体。
作中ではオリジナル・オージェと呼ばれる。オージ、オリジナル・オージは本放送後の後付け設定ネーミング。バイオリレーションシステムによるバイオエネルギーと首都スヴェートの基地施設からエネルギー供給を受けるため出力は圧倒的で、至近距離からのエルガイムMk-IIの最大出力のパワーランチャーすら跳ね除ける。アマンダラこと真・ポセイダルが搭乗し、Mk-IIの頭部を切り落とすなど無敵の強さを見せるが、ポセイダルの影武者だったミアンの裏切りによりバイオリレーションシステムを止められたため、老化を止めていた真・ポセイダルは一気に老弱して果てる。ハンドランチャー、セイバー、スロウランサー、パワーランチャー、2本のセイバーを連結させて、巨大なサイズとすることも可能。作中未使用であるが、ブラッドテンプルから流用した右肩部分はバスターランチャーの固定装備が可能となっている。英語表記はAUG。おもなヘッドライナーは真・オルドナ・ポセイダル（アマンダラ・カマンダラ）、オルドナ・ポセイダル（ミアン・クゥ・ハウ・アッシャー）。
永野護によれば「着せ替えをしているだけで、基本的にはネイ・モー・ハンのオージェと同じ物であり、プディン・オージェとかいろいろ言われていても全部同じオージェだ」とのこと。デザインは市販のオージェのプラモデルを参考に、より稼動範囲を大きくするようにデザインしたという。
サロンズ（Salonz）
13人衆ネイ・モー・ハン本来の愛機で、グルーンをベースとした改造HM。武装強化とともに外観も相当なボリュームアップ施しているため、足以外は機体のシルエットをあまり留めておらずカラーリングも赤主体となっている。グルーンの武装のほかにチェーン・ハンマーを装備している。ムーバル・フレームはSサイズ。OVA『フルメタル・ソルジャー』のみ登場。
パゴータ（Pagota）
OVA『フルメタル・ソルジャー』に登場。オージェの系統樹上に存在するHMで、それに酷似したラウンド・バインダーとセイバーを内蔵した副腕を複数装備。バイオリレーションシステムの試作機が搭載されており、圧倒的な戦闘力を発揮する。プレータ・クォイズの乗機。
エイプ（Ape）
ポセイダル軍総旗艦で、ポセイダル自身が乗り込む戦艦。全長1300mにも達する巨大戦艦で恒星間航行性能も付与され、スラッシュタイプ12隻他、多数のHMを搭載している。巨体なだけに莫大な建造費用がかかり、建造に反対する運動を力で押さえ付けて流血の惨事にもなっている。武装も強力で100門もの長距離パワーランチャーをも含む、数百門のレーザー砲。特に艦首に装備された2門のバスターランチャーは一撃で数隻の艦艇を撃沈するほどの威力を持つ。
サージェ・オーパス（Sarge Opus）
おもに13人衆に与えられているプラネットクルーザー（惑星間巡航艦）。全長360メートル。500門以上のレーザー砲を備え、14機のHMとスライス・シャトルと呼ばれる大型宇宙往還機を搭載している。ギワザがポセイダルに反旗を翻した際に大半がギワザ軍で運用されるようになる。
レイ（Ray）
ポセイダル軍の主力となっているプラネットボンバー（惑星爆撃艦）。全長380メートル。船体下部にプラネットボンバーと呼ばれる多弾頭ミサイルランチャーを装備しており、第2次聖戦ではミズンのヤーマン族を殲滅するために大量に投入され、ヤーマン族の都市部を破壊し尽くす。ヘッケラー・マウザーがスヴェート攻略の際に使用するほか、同型艦多数が登場。
スレンダースカラ
ポセイダル軍の遊撃部隊司令官となったギャブレーにギワザが与えたレイ級の艦。カラーリングが異なる以外はレイと同型艦である。ギャブレーが13人衆となって以降も乗艦にし続ける。
クレパール（Krepaul）
ポセイダル軍近衛部隊旗艦である大型戦艦。全長410メートル。クワサン・オリビーの艦。
スラッシュ（Slash）
ポセイダル軍が使用している高速宇宙艇。艇と名乗っているが全長160メートルでHMの搭載も可能。ドリフターロックと呼ばれる連装大型ビーム砲塔を下部へ装備。通常のブリッジのほかに全面モニターを備えたコックピットがあり、戦闘時には操縦士が単独で操艦を行うことも可能である。ギャブレイがダバ一行に乗っ取られたトランスポーター追跡に使用するが、本来は地上から軌道上へ緊急迎撃するためのインターセプターで、垂直離床して数分で大気圏外へ到達できる。

### サートスターの兵器
ガイラム（Gayrahm）
頭頂高22.2メートル、重量16.1トン。ミズン星のヤーマン王朝のオリジナルHM（設計はカモン・ワーラーIII）。エルガイムの母体となった機体で、等級の区別はない。かつてのペンタゴナでの第2次聖戦でポセイダル軍との決戦に備えてヤーマン王朝が改良を行っていた専守防衛特化型HM（カモン・ワーラーVの時に、対ブラッドテンプル用のグランドバインダー、パドルスピアを備えた）。オリジナルHMとしては珍しく量産されている。ペンタゴナ・ワールドでの戦争の決着はHMでの一騎討ちとなる場合が多く、国力で劣るヤーマンであっても劣勢からの挽回が可能だった。無敵を誇ったテンプルナイツのブラッド・テンプルとも互角に戦ったとされる。パワーランチャー内装式のパドルスピアとセイバーを装備。背中にエルガイムと同型のランドブースターライトが装着される。ムーバル・フレームはMサイズ。ヤーマン王朝滅亡後、約30機がポセイダル軍に鹵獲され、サートスターに動態保存されていた。ヘッドライナーはフル・フラット、スー・アザンなど。そのうちの1機を王朝重臣だったダバ・ハッサーが、ヤーマン王朝王族の生き残りであるカモン（ダバ）・マイロードとともに密かに持ち出し、改良してエルガイムとして活躍することになる。作中での初登場は第42話。エルガイムの母体となった機体0021はアーメスと呼ばれていた。
ベアズ（Beas）
サートスター警備隊が運用するB級HM。必然的に、搭乗者は全員女性である。パワーランチャー、ミサイルランチャー装備。尻尾状のスタビライザーを装備しており、アステロイドでの機動性に富む。人型ではないため格闘戦には劣る。だがその反面、アステロイド・ベルト用のオート・レイバ－を装備しており、サート・スター近辺では、その能力をいかんなく発揮する。

### その他の兵器
民間用アローン
ギャブレーが初登場した時に所有していたHM。軍用のものより装甲が薄く、細身のシルエットとなっているが、性能に大差はない。全高15.2メートル、重量21.1トン。
スペース・アローン（Space Alone）
全高16.2メートル、重量29.5トン。作中ではもっぱら「S（エス）アローン」と略称される。
ゼッタ（Zedda）
重戦機（HM）に対し軽戦機（マシンナリィ）と呼ばれる簡易機動兵器の一種。マニピュレーターもありパワーランチャーも扱える。
脚部がフロッサーの機体で、高速装甲車のような運用をされる。第1話ではリーリン一家が派手なマーキングや角が付いた改造機を使用する。
また、ポセイダル軍が改造した軍用機もあり、民間用に比べて背が高く、脚部からシリンダーが露出した鳥脚のような形状をしている。
クリーンアップは、当時バイク事故を起こした永野に代わって北爪宏幸が行っている。なお、かがみあきらがデザインを担当したとする説もある。
かつては名称表記を「ゼッダ」とする史料（『MJマテリアル3』他）もあり多少の混乱が見られたが、その後「ゼッタ」に統一されている。
リスタ（Lista）
ゼッタと同じくマシンナリィと呼ばれる簡易機動兵器。ペンタゴナでは比較的入手しやすいらしく野盗も使っている。なお、宇宙用のスペースリスタも登場しているが、これは外見が似ているための俗称であり、本来はB級HMに分類される機体である。
スペース・リスタ（Space Lista）
宇宙用マシンナリィ。ソーラージェネレーターを利用したプラズマジェットエンジンとスタビライザーにより宇宙空間での運動性は高いが、フロッサーシステムがないため地上では運用不能。
本来はB級HMデルマーグ（作中未登場）をベースに強化改良された全高11.2メートルのB級HMであるが、マシンナリィのリスタに外型が似ていたため、スペース・リスタの名称が定着し、マリンナリィ扱いとされた。
パードナ（Perddner）
ミヤマ・アスフィーが搭乗するB級HM。外観はマシンナリィに見えるが、戦闘力の高さにからHMに分類される。パワーランチャー、セイバー装備。有線ビーム砲である子パードナを使ってエルガイムと互角の戦いを行う。ただし、複数の子パードナを同時にコントロールするのはかなり困難で、アスフィーも操作に難儀する。
ゴンドラ（Gondola）
第50話でのミアンの記憶に描かれる、作中世界より300年前のHM。アトールと同様にトライデトアル製とされる以外は、作中でもその詳細については触れられていない。
クウォート（Quart）
ペンタゴナ全域で広く使われている輸送艦。全長133メートル。作中ではトランスポーターと呼称される。ポセイダル軍や反乱軍が使用するものはビーム砲塔が装備されている。
グルグル（Gul-Gul）
ポセイダル軍のスラッシュと同系列にある高速キャリアーだが、全長は260メートルとこちらのほうが大型。艇首に固定式パワーランチャー2門。レーザー砲4門を装備。やはり垂直離床が可能で、リトル・セイを脱出したダバ一行が短期間だけ住居とするが、第18話でスヴェートに単艦で突入してポセイダル像を破壊したときに大破し、ターナと合流後に放棄される。
パワーランチャー（Power Launcher）
ペンタゴナワールドにおける、HMが装備する標準的なレーザーランチャー。ワークスなどにも搭載可能で、エネルギーチューブを本体のコネクタに接続して発砲する。設定上、エルガイムMk-IIはフル装備だと計12門のパワーランチャーが搭載可能となっている。
バスターランチャー（Buster Launcher）
作中において、最高火力を誇る強力な切り札。HMを上回る砲身長をもち、高圧縮化されたエネルギーをカートリッジ内を封じ込め、本体のパワーを利用して点火。数万度の火球を発射する。A級HMの場合は、1機につき3チャンネル分のコネクタを接続する必要がある。メンテナンスが不十分だと、過負荷によるオーバーロードで射手の機体が爆砕するリスクがある。ディザードの項目に記されているように、B級HMでも複数機が協力すれば発射自体は可能だが、機体は行動不能になる。セレクターによりバスター、レーザー、ブラスターの撃ち分けが可能。設定ではエイプの艦首にもバスターランチャーが搭載されている。

#### テンプルシリーズ
アシュラ・テンプル（Ashura Temple）
テンプルシリーズのオリジナルHM。テレビシリーズに登場する機体はレプリカ。
ブラッド・テンプル（Blood Temple）
ヤーマン王朝とポセイダル軍との戦争においてポセイダルの主力だったテンプルシリーズのオリジナルHM。ムーバル・フレームはL型。ポセイダルの近衛師団テンプルナイツにのみ与えられたHMで、頭部の形状がヘッドライナーごとに異なる。ペンタゴナ・ワールドで最強、無敵を誇ったが、一部の機体は戦火で失われている。残存しているブラッドテンプル23機は、オージェとともにエイプ内に封印、保存されているとされるが、その真偽が作中で言及されることはない。機体は白色で一部赤色。バインダとフレイムランチャーを装備している。
オージの右肩の一部が、ブラッドテンプルのものとされており、これはバスターランチャーを装着するパイロンである。また、エルガイムMk-IIの頭部は、戦火で放棄された同機体の3番機の頭部をミラウー・キャオが発掘して使用したもの。
物語に登場しても“やられメカ”にしかならないということで、デザイナーの永野の愛着により登場させなかった。
ボークスからガレージキットが発売されていた時期がある。しばらくはブラッド・テンプルの名称をそのまま使用していたが、再発売時には「プロトタイプ・モーターヘッド B・T」の名称に変更されていた。
SLG『第4次スーパーロボット大戦/第4次S』では、アマンダラの駆るブラッド・テンプルが登場した。デザイン的にはファイブスター物語に登場するレッド・ミラージュに近い物になっており（レッド・ミラージュはエルガイムのブラッドテンプルの設定を発展させた機体である）、ゲーム作品故に武装も異なっている。
カルバリー・テンプル（Calvary Temple）
テンプルシリーズのオリジナルHM。失われたとされるオリジナルは聖戦時に活躍したもの。テレビシリーズに登場する機体はレプリカ。
ディスティニー・テンプル（Destiny Temple）
テンプルシリーズのオリジナルHM。機体は金色をしている。バスターランチャーを装備している。
エンパー・テンプル（Emper Temple）
第51話でフル・フラットのもっていた写真の背景に脚部だけ写っていたオリジナルHM。正式名称はエンペリアルテンプル。ガストガルのフロート・テンプル製と脚部に刻まれている。パドル・スピアが武器。肩後部に2門のバスターランチャーが装備されている。
フロート・テンプル（Float Temple）
テンプルシリーズのひとつ。HMではなく、1万メートルの高空に浮かぶ浮島である（オルドナ・ポセイダルの空中宮殿）。島の最長はエイプより少し大きいかほぼ似た大きさ。
ガスト・テンプル（Ghast Temple）
テンプルシリーズのオリジナルHM。機体は黒っぽい色をしている。
オージェ（オリジナル・オージェ）
ポセイダル家に代々伝わる黄金のHM。セカンドセントウォー当時のテンプル騎士NO.1だったアマンダラ・カマンダラの機体。テレビシリーズにおける「オージェ（レプリカオージェ）、ネイ・モー・ハンが借りていた機体」 はこの機体をもとにしたレプリカである。
プディン・オージェ
ポセイダル家に伝わるHM。機体色は白金。

## スタッフ
（オープニングクレジットより）
- 企画 - 日本サンライズ
- 原案 - 矢立肇
- 原作 - 富野由悠季
- シリーズ構成 - 渡邉由自
- アニメーションディレクター - 湖川友謙
- キャラクターデザイン - 永野護
- 美術 - 池田繁美
- 音楽 - 若草恵
- 撮影監督 - 斎藤秋男
- 録音監督 - 藤野貞義
- 総監督 - 富野由悠季
- プロデューサー - 森山涇（名古屋テレビ）、大西邦明（創通エージェンシー）、中川宏徳（日本サンライズ）
- 制作 - 名古屋テレビ、創通エージェンシー、日本サンライズ

## 主題歌・挿入歌
すべてキングレコード（スターチャイルドレーベル）から発売された。
オープニングテーマ
「エルガイム-Time for L-GAIM-」（第1話 - 第25話）
作詞 - 売野雅勇 / 作曲 - 筒美京平 / 編曲 - 松下誠 / 歌 - MIO
※オリコン週間シングルチャート
25位（1984年2月6日付）、19位（2月13日付）、18位（2月20日付）、16位（2月27日付）
「風のノー・リプライ」（第26話 - 第54話）
作詞 - 売野雅勇 / 作曲 - 筒美京平 / 編曲 - 戸塚修 / 歌 - 鮎川麻弥
なお、テレビカットでは早回しされているため音程が長2度高い。
※オリコン週間シングルチャート
23位（1984年8月20日付）、19位（8月27日付）、20位（9月3日付）、17位（9月10日付）、21位（9月17日付）、20位（9月24日付）
エンディングテーマ
「スターライト・シャワー」
作詞 - 井荻麟 / 作曲 - 筒美京平 / 編曲 - 松下誠 / 歌 - MIO
挿入歌
「傷ついたジェラシー」（第24話「アスフィー・ハート」のみ）
作詞 - 井荻麟 / 作曲 - 筒美京平 / 編曲 - 戸塚修 / 歌 - 鮎川麻弥
「COOL」
作詞 - 只野菜摘 / 作曲 - 池毅 / 編曲 - 若草恵

## 各話リスト
「エルガイムスペシャル」は第1話放送に先駆け、その前週に特番形式で放送された。司会は島津冴子。ゲストに富野由悠季、平松広和、本多知恵子、MIO。
サブタイトル、脚本、演出、作画監督の出典→
各話の最後には、次回予告とは別に次回に登場する新キャラクター、新ヘビーメタル、または起こる出来事を紹介するという番組構成が採られている。
| 話数   | 放送日         | サブタイトル         | 脚本                | ストーリーボード | 演出     | 作画監督          |
| ------ | -------------- | -------------------- | ------------------- | ---------------- | -------- | ----------------- |
| 第0話  | 1984年 1月28日 | エルガイムスペシャル |                     |                  |          |                   |
| 第1話  | 2月4日         | ドリーマーズ         | 渡邉由自            | 斧谷稔           | 井内秀治 | 北爪宏幸          |
| 第2話  | 2月11日        | スキャンダル・P      | 渡邉由自            | 今川泰宏         | 今川泰宏 | 大森英敏          |
| 第3話  | 2月18日        | カミング・マン       | 富田祐弘            | 川手浩次         | 川手浩次 | 遠藤栄一          |
| 第4話  | 2月25日        | ザ・コネクション     | 渡辺麻実            | 斧谷稔           | 川瀬敏文 | 金山明博          |
| 第5話  | 3月3日         | エスケープ・ラン     | 渡邉由自            | 関田修           | 関田修   | 北爪宏幸          |
| 第6話  | 3月10日        | シー・ジャック       | 富田祐弘            | 井内秀治         | 井内秀治 | 坂本三郎          |
| 第7話  | 3月17日        | スクランブル         | 渡辺麻実            | 今川泰宏         | 今川泰宏 | 大森英敏          |
| 第8話  | 3月24日        | ヤーマン・クラン     | 渡邉由自            | 川手浩次         | 川手浩次 | 矢木正之          |
| 第9話  | 3月31日        | アーミィ・ベース     | 富田祐弘            | 鈴木行           | 川瀬敏文 | 金山明博          |
| 第10話 | 4月7日         | タイム・リミット     | 渡邉由自            | 斧谷稔、関田修   | 関田修   | 北爪宏幸          |
| 第11話 | 4月14日        | ジェラシー・ゲーム   | 富田祐弘            | 井内秀治         | 井内秀治 | 大森英敏          |
| 第12話 | 4月21日        | ディコイ・ディコイ   | 渡辺麻実            | 今川泰宏         | 川端蓮司 | 坂本三郎          |
| 第13話 | 4月28日        | コンタクト           | 渡邉由自            | 川手浩次         | 川手浩次 | 中村旭良 亥間我子 |
| 第14話 | 5月5日         | レディ・ポセイダル   | 富田祐弘            | 川瀬敏文         | 川瀬敏文 | 谷口守泰          |
| 第15話 | 5月19日        | プライド             | 渡辺麻実            | 湖川友謙         | 関田修   | 北爪宏幸          |
| 第16話 | 5月26日        | ブロークン・ハート   | 渡辺麻実            | 滝沢敏文         | 川端蓮司 | 金山明博          |
| 第17話 | 6月2日         | ライム・ライト       | 渡邉由自            | 今川泰宏         | 今川泰宏 | 大森英敏          |
| 第18話 | 6月9日         | ガストガル・デモ     | 富田祐弘            | 杉島邦久         | 関田修   | 矢木正之          |
| 第19話 | 6月16日        | ゴーアンドカム       | 渡辺麻実            | 井内秀治         | 井内秀治 | 坂本三郎          |
| 第20話 | 6月23日        | スター・ダスト       | 河原よしえ          | 滝沢敏文         | 川手浩次 | 北爪宏幸          |
| 第21話 | 6月30日        | ザ・テンション       | 富田祐弘            | 関田修           | 関田修   | 金山明博          |
| 第22話 | 7月7日         | クワサン・オリビー   | 渡邉由自            | 今川泰宏         | 今川泰宏 | 亥間我子          |
| 第23話 | 7月14日        | ゼネラル・クロソ     | 渡辺麻実            | 川瀬敏文         | 川瀬敏文 | 大森英敏 北爪宏幸 |
| 第24話 | 7月21日        | アスフィー・ハート   | 富田祐弘            | 川手浩次         | 川手浩次 | 坂本三郎          |
| 第25話 | 7月28日        | ラブ・アゲイン       | 渡辺麻実            | 杉島邦久         | 杉島邦久 | 金山明博          |
| 第26話 | 8月4日         | サーチII             | 渡邉由自            | 斧谷稔           | 関田修   | 大森英敏          |
| 第27話 | 8月11日        | ミステイク・ラブ     | 富田祐弘            | 井内秀治         | 井内秀治 | 北爪宏幸          |
| 第28話 | 8月18日        | ネイ・クライシス     | 渡辺麻実            | 川瀬敏文         | 川瀬敏文 | 金山明博          |
| 第29話 | 8月25日        | クロス・ポイント     | 富田祐弘            | 今川泰宏         | 今川泰宏 | 大森英敏          |
| 第30話 | 9月1日         | アワ・マスター       | 渡邉由自            | 杉島邦久         | 杉島邦久 | 北爪宏幸          |
| 第31話 | 9月8日         | キャッチ・ウォー     | 河原よしえ          | 川手浩次         | 川手浩次 | 坂本三郎          |
| 第32話 | 9月15日        | フラッシング・ネイ   | 渡辺麻実            | 滝沢敏文         | 関田修   | 金山明博          |
| 第33話 | 9月22日        | マイ・アース         | 富田祐弘            | 寺山昭夫         | 川瀬敏文 | 矢木正之          |
| 第34話 | 9月29日        | レッシィ・マインド   | 渡邉由自            | 今川泰宏         | 今川泰宏 | 村中博美          |
| 第35話 | 10月6日        | ペリル・ミッション   | 渡辺麻実            | 川瀬敏文         | 関田修   | 山田きさらか      |
| 第36話 | 10月13日       | オールド・ソルジャー | 河原よしえ          | 川手浩次         | 川手浩次 | 金山明博          |
| 第37話 | 10月20日       | オリビー・クライシス | 富田祐弘            | 滝沢敏文         | 杉島邦久 | 北爪宏幸          |
| 第38話 | 10月27日       | エスケープ・ギワザ   | 渡辺麻実            | 斧谷稔、山寺昭夫 | 川瀬敏文 | 坂本三郎          |
| 第39話 | 11月3日        | ザ・オーメン         | 富田祐弘            | 横山広行         | 関田修   | 金山明博          |
| 第40話 | 11月10日       | フル・フラット       | 大野木寛            | 今川泰宏         | 今川泰宏 | 山田きさらか      |
| 第41話 | 11月17日       | スパイ・イン・スパイ | 渡辺麻実            | 杉島邦久         | 杉島邦久 | 亥間我子          |
| 第42話 | 11月24日       | ヤング・パッション   | 渡邉由自            | 川手浩次         | 川手浩次 | 小林利充          |
| 第43話 | 12月1日        | レディ&ガール        | 渡邉由自            | 川瀬敏文         | 川瀬敏文 | 金山明博          |
| 第44話 | 12月8日        | ピカレスク・ギワザ   | 大野木寛            | 寺山昭夫         | 関田修   | 坂本三郎          |
| 第45話 | 12月15日       | リリス・メモリー     | 渡辺麻実            | 横山広行         | 横山広行 | 山田きさらか      |
| 第46話 | 12月22日       | クワサン・ウェイブ   | 河原よしえ          | 滝沢敏文         | 川手浩次 | 亥間我子          |
| 第47話 | 12月29日       | ボーイズ・ボーイズ   | 大野木寛            | 寺山昭夫         | 川瀬敏文 | 小林利充          |
| 第48話 | 1985年 1月12日 | ファースト・アタック | 渡辺麻実            | 川手浩次         | 関田修   | 亥間我子          |
| 第49話 | 1月19日        | レディ・キラー       | 富田祐弘            | 今川泰宏         | 今川泰宏 | 金山明博          |
| 第50話 | 1月26日        | エキサイト・アム     | 大野木寛            | 井内秀治         | 井内秀治 | 坂本三郎          |
| 第51話 | 2月2日         | マイ・ラブ           | 渡辺麻美 河原よしえ | 横山広行         | 川手浩次 | 山田きさらか      |
| 第52話 | 2月9日         | ファイナル・タイム   | 大野木寛            | 滝沢敏文         | 関田修   | 亥間我子          |
| 第53話 | 2月16日        | ザ・ディクテイター   | 渡邉由自            | 川瀬敏文         | 川瀬敏文 | 金山明博          |
| 第54話 | 2月23日        | ドリーマーズアゲン   | 渡邉由自            | 杉島邦久         | 杉島邦久 | 大森英敏 園田美世 |

## 放送局
※放送日時は山形放送、南海放送及び琉球放送以外は1985年2月時点、放送系列および社名は放送当時のものとする。
| 放送地域      | 放送局             | 放送日時                                             | 系列局                        | 備考                                                             |
| ------------- | ------------------ | ---------------------------------------------------- | ----------------------------- | ---------------------------------------------------------------- |
| 中京広域圏    | 名古屋テレビ       | 土曜 17:30 - 18:00                                   | テレビ朝日系列                | 制作局                                                           |
| 北海道        | 北海道テレビ       | 土曜 17:30 - 18:00                                   | テレビ朝日系列                |                                                                  |
| 宮城県        | 東日本放送         | 土曜 17:30 - 18:00                                   | テレビ朝日系列                |                                                                  |
| 福島県        | 福島放送           | 土曜 17:30 - 18:00                                   | テレビ朝日系列                |                                                                  |
| 関東広域圏    | テレビ朝日         | 土曜 17:30 - 18:00                                   | テレビ朝日系列                |                                                                  |
| 静岡県        | 静岡けんみんテレビ | 土曜 17:30 - 18:00                                   | テレビ朝日系列                |                                                                  |
| 新潟県        | 新潟テレビ21       | 土曜 17:30 - 18:00                                   | テレビ朝日系列                |                                                                  |
| 岡山県 香川県 | 瀬戸内海放送       | 土曜 17:30 - 18:00                                   | テレビ朝日系列                |                                                                  |
| 広島県        | 広島ホームテレビ   | 土曜 17:30 - 18:00                                   | テレビ朝日系列                |                                                                  |
| 鹿児島県      | 鹿児島放送         | 土曜 17:30 - 18:00                                   | テレビ朝日系列                |                                                                  |
| 近畿広域圏    | 朝日放送           | 金曜 17:00 - 17:30                                   | テレビ朝日系列                |                                                                  |
| 福岡県        | 九州朝日放送       | 金曜 17:00 - 17:30                                   | テレビ朝日系列                |                                                                  |
| 岩手県        | 岩手放送           | 日曜 6:30 - 7:00                                     | TBS系列                       |                                                                  |
| 山形県        | 山形放送           | 木曜 17:00 - 17:30                                   | 日本テレビ系列 テレビ朝日系列 | 1986年頃に放送。                                                 |
| 山梨県        | 山梨放送           | 水曜 17:00 - 17:30                                   | 日本テレビ系列                |                                                                  |
| 長野県        | テレビ信州         | 土曜 17:00 - 17:30                                   | 日本テレビ系列 テレビ朝日系列 |                                                                  |
| 富山県        | 富山テレビ         | 火曜 17:20 - 17:50                                   | フジテレビ系列                | 1984年7月17日放送開始、左記の時間での放送は第52話まで。          |
| 石川県        | 北陸放送           | 木曜 17:30 - 18:00                                   | TBS系列                       | 1984年5月10日放送開始するも、1985年2月21日放送の第40話で打ち切り |
| 島根県 鳥取県 | 山陰放送           | 水曜 17:30 - 18:00                                   | TBS系列                       |                                                                  |
| 山口県        | テレビ山口         | 金曜 17:00 - 17:30                                   | TBS系列                       |                                                                  |
| 愛媛県        | 南海放送           | 日曜 7:00 - 7:30（放送開始時点） →金曜 16:55 - 17:25 | 日本テレビ系列                | 1984年5月6日ネット開始。                                         |
| 長崎県        | 長崎放送           | 火曜 17:20 - 17:50                                   | TBS系列                       |                                                                  |
| 熊本県        | 熊本放送           | 月曜 17:00 - 17:30                                   | TBS系列                       |                                                                  |
| 大分県        | 大分放送           | 月曜 17:20 - 17:50                                   | TBS系列                       |                                                                  |
| 沖縄県        | 琉球放送           |                                                      | TBS系列                       |                                                                  |

## OVA
- 重戦機エルガイムI ペンタゴナ ウインドゥ+レディ ギャブレー（1986年11月5日発売）
- 重戦機エルガイムII フェアウェル マイ ラブリー+ペンタゴナ ドールズ（1987年1月10日発売）
- 重戦機エルガイムIII フルメタル・ソルジャー（1987年3月28日発売）

全て販売はバンダイビジュアル。
『I』と『II』はテレビシリーズの総集編とオリジナル短編の2本立て。『III』はオリジナルストーリーの完全新作に第18話の後日談を描いた語られざる挿話を描いている。テレビシリーズには未登場2人の敵幹部サイ・クォ・アダーとプレーター・クォイズ、および専用ヘビーメタルが登場する。

### 主題歌
※歌は全てひろえ純が担当。
挿入歌「COOL」
作詞 - 只野菜摘 / 作曲 - 池毅 / 編曲 - 若草恵
エンディングテーマ「せいいっぱいの微笑みを」
作詞 - 森田由実 / 作曲 - 瀬井広明 / 編曲 - 若草恵

## 関連書籍

### 小説
- 渡邉由自『重戦機エルガイム』 全3巻（1985年、朝日ソノラマ（ソノラマ文庫）、ISBN 4257762969、ISBN 4257763051、ISBN 4257763124）
渡邊の初期プロットにもとづいた作品。基本的な世界観は同様だが、ポセイダルの正体、一部キャラクターの結末などオリジナルの部分も多い。

### 漫画
- 『TVアニメマガジン』連載、杉山たかゆき
- エルガイム 全3巻 重戦機エルガイム 全2巻（再版判） 『コミックボンボン』連載、池原しげと
- 重戦機エルガイム アンダー・ザ・サンズ 全1巻 白石琴似

### 総合ムック・特集本
- 『ザ・テレビジョン アニメシリーズ 重戦機エルガイム』 全3冊（角川書店）
『月刊ニュータイプ』創刊以前に角川書店から刊行された設定資料集。放映中の1984年12月に『I』、終了直後の翌年4月に『II』が刊行された。ペンタゴナワールドの歴史や登場兵器（アシュラも含めたテンプルシリーズなど）の裏設定をも扱っている。『II』には、後の『ファイブスター物語』の原型となる永野護によるイラストストーリーが掲載されている。1987年にはニュータイプ別冊として、OVA『フルメタルソルジャー』などを扱った『III』が刊行された。
- 『ラポートデラックス 重戦機エルガイム大事典』（ラポート）
- 『ENTERTAINMENT BIBLE 重戦機エルガイム大図鑑』（バンダイ）
- 『重戦機エルガイム ヘビーメタル完全設定資料集』（スタジオDNA）

## プラモデル
本作品のプラモデルはバンダイから発売されている。

### 放映当時
前年度に放送されていた『聖戦士ダンバイン』では登場機体の設定上、独自の規格でのキット化を余儀なくされたが、本作品ではガンプラから続く従来の規格である1/144スケールと1/100スケールのキットがラインナップされており、特徴としてテレビシリーズにおける「ムーバブル・フレーム」を模したむき出し構造を一部に採用している。
1/144スケールでは、A級のみならずグライアやアローンなどのB級HMも発売されたが、1/100はエルガイム、オージェ、Mk-IIの3種のみ。
前作のダンバインシリーズではリード線が付属していたが、このシリーズでは動力パイプなどを表現するためのビニールチューブが同梱された。
この「エルガイムシリーズ」も含め、後期のMSV、『銀河漂流バイファム』の後半登場RVなどの1984年頃のバンダイ製キットには、説明書のほかに設定ファイルが付属していた。表がカラーで裏がモノクロの1枚ファイルで、機体の詳しい設定が記載されている。

### リメイクシリーズ
2000年代になって、当時の最新技術でリメイクされた「HGHM（ハイグレードヘビーメタル）」としてシリーズ化され、1/144スケールのエルガイム、オージ、アトールの3種類が発売された。また、同時期には100分の1スケールの「R3エルガイムMk-II」も発売された。
2021年、HGHM3種のアップデート版及び、完全新規造形の「HGHM エルガイムMk-II」がプレミアムバンダイと一般店頭で発売予定。

## 玩具
前年倒産したクローバーに代わり、本作品ではバンダイが当初からメインスポンサーとなり、これ以降同社は『機甲戦記ドラグナー』に至るまで、同時間帯で放送されたロボットアニメのメインスポンサーを受け持つこととなる。
主力商品のひとつである1/144のHCM（ハイコンプリートモデル）シリーズでは、「エルガイムMk-I」・「スーパーエルガイムMk-I(ランダム・スレート開閉、シリンダー可動、ランドブースター着脱可能)」・「オージェ」・「エルガイムMk-II（完全変形、フル可動）」が発売された。これ以外にも1/100のプラモデルと同スケールの、金属をふんだんに使った、いわゆる超合金物の完成品という位置付けの「HI-METAL L・GAIM（ハイメタル エルガイム）」が発売された。
2008年より展開されている完成品アクションフィギュア「ROBOT魂」シリーズでも、2011年1月に発売された「<SIDE HM> エルガイムMk-II」を皮切りに続々ラインナップを増やしつつあり、過去にキット化されなかったカルバリー・テンプルもこのシリーズでの発売となった。
2020年、HI-METALの進化形ブランド「HI-METAL R」シリーズでの発売が決定した。6月にバッシュ、7月にMk-Iが発売され、36年ぶりにHI-METALシリーズでの復活を果たした。

## ゲーム
ボードゲーム（ウォー・シミュレーションゲーム）
- ツクダホビー製
  - Heavymetal ヘビーメタル - 戦闘級
  - L.GAIM MARK-2エルガイムMARK-2 - 戦闘級
  - SVEETスヴェート（エキスパンションキット） - 戦闘級

コンピュータゲーム
- 重戦機エルガイム（1985年5月発売。FM-7用・X1用（テープ版）、PC-8801用（FD版）、バンダイ）
- バトルコマンダー 八武衆、修羅の兵法（バンプレスト）
- スーパーロボット大戦シリーズ（バンプレスト）
  - 第4次スーパーロボット大戦（第4次スーパーロボット大戦S）
  - スーパーロボット大戦F
  - スーパーロボット大戦F完結編
  - スーパーロボット大戦COMPACT
  - スーパーロボット大戦GC（スーパーロボット大戦XO）
  - スーパーロボット大戦Operation Extend
  - スーパーロボット大戦X-Ω
  - スーパーロボット大戦30
  - スーパーロボット大戦Y

- バトルロボット烈伝（バンプレスト）
  - リアルロボット戦線

- サンライズ英雄譚シリーズ（サンライズインタラクティブ）
  - サンライズ英雄譚（サンライズ英雄譚R）
  - サンライズ英雄譚2
  - SUNRISE WORLD WAR Fromサンライズ英雄譚

- Another Century's Episodeシリーズ（バンプレスト）
  - Another Century's Episode
  - Another Century's Episode 2
  - Another Century's Episode Portable

## ドラマCD
- 「サンライズワールド(1)」〜オープン直前，キャラ大混乱!!〜（パイオニアLDC MACS-3001）
サンライズラヂオからのドラマCDで「ガンダムシリーズ」や「勇者シリーズ」などのキャラクターが出演。リリス、レッシィ、ギャブレーも出演。